# Lista de asteroides (411001-412000)
Esta é uma lista parcial de asteroides, do asteroide número 411001 até o 412000, inclusive. Veja também o índice com todas as listas disponíveis.

| Objeto Próximos à Terra | Cinturão de asteroides (interno) | Cinturão de asteroides (externo) | Centauro       |
| Cruzador de Marte       | Cinturão de asteroides (meio)    | Troianos de Júpiter              | Transnetuniano |

Veja mais dados de cada asteroide na ligação externa para o Minor Planet Center na última coluna.
Índice: 411001... 411101... 411201... 411301... 411401... 411501... 411601... 411701... 411801... 411901... 

## 411001–411100
| Designação | Designação | Descoberta  | Descoberta      | Descobridor(es)     | Categoria | Mais informações / Referência |
| Permanente | Provisória | Data        | Local           | Descobridor(es)     | Categoria | Mais informações / Referência |
| ---------- | ---------- | ----------- | --------------- | ------------------- | --------- | ----------------------------- |
| 411001     | 2009 UA52  | 22 out 2009 | Mount Lemmon    | Mount Lemmon Survey | —         | MPC                           |
| 411002     | 2009 UC54  | 23 out 2009 | Mount Lemmon    | Mount Lemmon Survey | —         | MPC                           |
| 411003     | 2009 UZ59  | 7 jan 2006  | Kitt Peak       | Spacewatch          | —         | MPC                           |
| 411004     | 2009 UG63  | 17 out 2009 | Mount Lemmon    | Mount Lemmon Survey | —         | MPC                           |
| 411005     | 2009 US69  | 21 out 2009 | Mount Lemmon    | Mount Lemmon Survey | —         | MPC                           |
| 411006     | 2009 UF70  | 29 set 2009 | Mount Lemmon    | Mount Lemmon Survey | Brangane  | MPC                           |
| 411007     | 2009 UL71  | 18 set 2009 | Mount Lemmon    | Mount Lemmon Survey | —         | MPC                           |
| 411008     | 2009 UU73  | 27 set 2009 | Mount Lemmon    | Mount Lemmon Survey | —         | MPC                           |
| 411009     | 2009 UY79  | 28 dez 1994 | Kitt Peak       | Spacewatch          | —         | MPC                           |
| 411010     | 2009 UD80  | 22 out 2009 | Mount Lemmon    | Mount Lemmon Survey | Brangane  | MPC                           |
| 411011     | 2009 UK82  | 23 out 2009 | Kitt Peak       | Spacewatch          | —         | MPC                           |
| 411012     | 2009 UZ82  | 18 set 2009 | Mount Lemmon    | Mount Lemmon Survey | Croatia   | MPC                           |
| 411013     | 2009 UY85  | 24 out 2009 | Mount Lemmon    | Mount Lemmon Survey | —         | MPC                           |
| 411014     | 2009 UG90  | 23 out 2009 | Socorro         | LINEAR              | —         | MPC                           |
| 411015     | 2009 UV93  | 18 abr 2007 | Mount Lemmon    | Mount Lemmon Survey | Brangane  | MPC                           |
| 411016     | 2009 UX96  | 22 out 2009 | Mount Lemmon    | Mount Lemmon Survey | —         | MPC                           |
| 411017     | 2009 UP97  | 23 out 2009 | Mount Lemmon    | Mount Lemmon Survey | —         | MPC                           |
| 411018     | 2009 UF98  | 22 set 2009 | Mount Lemmon    | Mount Lemmon Survey | —         | MPC                           |
| 411019     | 2009 UG99  | 23 out 2009 | Mount Lemmon    | Mount Lemmon Survey | —         | MPC                           |
| 411020     | 2009 UJ101 | 23 out 2009 | Mount Lemmon    | Mount Lemmon Survey | —         | MPC                           |
| 411021     | 2009 UG103 | 21 set 2009 | Mount Lemmon    | Mount Lemmon Survey | —         | MPC                           |
| 411022     | 2009 US105 | 21 out 2009 | Mount Lemmon    | Mount Lemmon Survey | Brangane  | MPC                           |
| 411023     | 2009 UX105 | 21 out 2009 | Mount Lemmon    | Mount Lemmon Survey | —         | MPC                           |
| 411024     | 2009 UA106 | 21 out 2009 | Mount Lemmon    | Mount Lemmon Survey | —         | MPC                           |
| 411025     | 2009 UY107 | 23 out 2009 | Kitt Peak       | Spacewatch          | Brangane  | MPC                           |
| 411026     | 2009 UM110 | 22 set 2009 | Mount Lemmon    | Mount Lemmon Survey | —         | MPC                           |
| 411027     | 2009 UO110 | 23 out 2009 | Kitt Peak       | Spacewatch          | —         | MPC                           |
| 411028     | 2009 UP110 | 23 out 2009 | Kitt Peak       | Spacewatch          | —         | MPC                           |
| 411029     | 2009 UD111 | 22 abr 2007 | Mount Lemmon    | Mount Lemmon Survey | —         | MPC                           |
| 411030     | 2009 UA117 | 14 out 2009 | XuYi            | PMO NEO             | —         | MPC                           |
| 411031     | 2009 UN119 | 15 set 2009 | Kitt Peak       | Spacewatch          | Brangane  | MPC                           |
| 411032     | 2009 UU123 | 26 out 2009 | Mount Lemmon    | Mount Lemmon Survey | —         | MPC                           |
| 411033     | 2009 UC124 | 20 out 2009 | Socorro         | LINEAR              | —         | MPC                           |
| 411034     | 2009 UY128 | 29 out 2009 | Bisei SG Center | BATTeRS             | —         | MPC                           |
| 411035     | 2009 UY130 | 16 out 2009 | Socorro         | LINEAR              | —         | MPC                           |
| 411036     | 2009 UR135 | 17 out 2009 | Catalina        | CSS                 | —         | MPC                           |
| 411037     | 2009 UP136 | 24 out 2009 | Catalina        | CSS                 | —         | MPC                           |
| 411038     | 2009 UC137 | 27 out 2009 | Catalina        | CSS                 | —         | MPC                           |
| 411039     | 2009 US140 | 26 out 2009 | Kitt Peak       | Spacewatch          | —         | MPC                           |
| 411040     | 2009 UM142 | 18 out 2009 | Mount Lemmon    | Mount Lemmon Survey | —         | MPC                           |
| 411041     | 2009 UF145 | 16 out 2009 | Catalina        | CSS                 | —         | MPC                           |
| 411042     | 2009 UP150 | 18 out 2009 | Mount Lemmon    | Mount Lemmon Survey | —         | MPC                           |
| 411043     | 2009 UB153 | 24 out 2009 | Catalina        | CSS                 | —         | MPC                           |
| 411044     | 2009 VY7   | 21 out 2009 | Mount Lemmon    | Mount Lemmon Survey | Brangane  | MPC                           |
| 411045     | 2009 VO12  | 8 nov 2009  | Mount Lemmon    | Mount Lemmon Survey | —         | MPC                           |
| 411046     | 2009 VU17  | 8 nov 2009  | Mount Lemmon    | Mount Lemmon Survey | —         | MPC                           |
| 411047     | 2009 VS20  | 9 nov 2009  | Mount Lemmon    | Mount Lemmon Survey | —         | MPC                           |
| 411048     | 2009 VN21  | 9 nov 2009  | Mount Lemmon    | Mount Lemmon Survey | Brangane  | MPC                           |
| 411049     | 2009 VA25  | 10 nov 2009 | Dauban          | F. Kugel            | —         | MPC                           |
| 411050     | 2009 VS27  | 30 out 2009 | Mount Lemmon    | Mount Lemmon Survey | —         | MPC                           |
| 411051     | 2009 VZ27  | 8 nov 2009  | Catalina        | CSS                 | Brangane  | MPC                           |
| 411052     | 2009 VP29  | 9 nov 2009  | Catalina        | CSS                 | —         | MPC                           |
| 411053     | 2009 VD32  | 9 nov 2009  | Mount Lemmon    | Mount Lemmon Survey | —         | MPC                           |
| 411054     | 2009 VN38  | 9 nov 2009  | Kitt Peak       | Spacewatch          | —         | MPC                           |
| 411055     | 2009 VC44  | 12 nov 2009 | La Sagra        | Mallorca Obs.       | —         | MPC                           |
| 411056     | 2009 VY44  | 14 nov 2009 | Mayhill         | A. Lowe             | —         | MPC                           |
| 411057     | 2009 VB46  | 24 out 2009 | Kitt Peak       | Spacewatch          | —         | MPC                           |
| 411058     | 2009 VD48  | 9 nov 2009  | Mount Lemmon    | Mount Lemmon Survey | —         | MPC                           |
| 411059     | 2009 VY49  | 11 nov 2009 | La Sagra        | Mallorca Obs.       | —         | MPC                           |
| 411060     | 2009 VZ49  | 11 nov 2009 | La Sagra        | Mallorca Obs.       | —         | MPC                           |
| 411061     | 2009 VE52  | 10 nov 2009 | Kitt Peak       | Spacewatch          | —         | MPC                           |
| 411062     | 2009 VJ53  | 10 nov 2009 | Mount Lemmon    | Mount Lemmon Survey | —         | MPC                           |
| 411063     | 2009 VF58  | 15 nov 2009 | Catalina        | CSS                 | —         | MPC                           |
| 411064     | 2009 VH59  | 8 nov 2009  | Catalina        | CSS                 | —         | MPC                           |
| 411065     | 2009 VT60  | 23 out 2009 | Mount Lemmon    | Mount Lemmon Survey | —         | MPC                           |
| 411066     | 2009 VU60  | 8 nov 2009  | Kitt Peak       | Spacewatch          | —         | MPC                           |
| 411067     | 2009 VO61  | 8 nov 2009  | Kitt Peak       | Spacewatch          | —         | MPC                           |
| 411068     | 2009 VQ61  | 8 nov 2009  | Kitt Peak       | Spacewatch          | —         | MPC                           |
| 411069     | 2009 VL64  | 23 set 2009 | Kitt Peak       | Spacewatch          | Brangane  | MPC                           |
| 411070     | 2009 VG65  | 9 nov 2009  | Kitt Peak       | Spacewatch          | —         | MPC                           |
| 411071     | 2009 VK65  | 9 nov 2009  | Kitt Peak       | Spacewatch          | Brangane  | MPC                           |
| 411072     | 2009 VK66  | 9 nov 2009  | Kitt Peak       | Spacewatch          | —         | MPC                           |
| 411073     | 2009 VM66  | 9 nov 2009  | Kitt Peak       | Spacewatch          | —         | MPC                           |
| 411074     | 2009 VM70  | 17 out 2009 | Mount Lemmon    | Mount Lemmon Survey | —         | MPC                           |
| 411075     | 2009 VH76  | 15 nov 2009 | Catalina        | CSS                 | —         | MPC                           |
| 411076     | 2009 VU76  | 14 out 2009 | Catalina        | CSS                 | —         | MPC                           |
| 411077     | 2009 VR81  | 8 nov 2009  | Kitt Peak       | Spacewatch          | —         | MPC                           |
| 411078     | 2009 VG84  | 17 out 2009 | Mount Lemmon    | Mount Lemmon Survey | —         | MPC                           |
| 411079     | 2009 VK86  | 21 set 2003 | Kitt Peak       | Spacewatch          | —         | MPC                           |
| 411080     | 2009 VF88  | 26 out 2009 | Mount Lemmon    | Mount Lemmon Survey | —         | MPC                           |
| 411081     | 2009 VL89  | 11 nov 2009 | Kitt Peak       | Spacewatch          | Brangane  | MPC                           |
| 411082     | 2009 VB90  | 15 out 2009 | Kitt Peak       | Spacewatch          | —         | MPC                           |
| 411083     | 2009 VU96  | 26 out 2009 | Mount Lemmon    | Mount Lemmon Survey | —         | MPC                           |
| 411084     | 2009 VR98  | 25 mar 2006 | Kitt Peak       | Spacewatch          | —         | MPC                           |
| 411085     | 2009 VQ99  | 9 nov 2009  | Mount Lemmon    | Mount Lemmon Survey | —         | MPC                           |
| 411086     | 2009 VE100 | 9 nov 2009  | Mount Lemmon    | Mount Lemmon Survey | —         | MPC                           |
| 411087     | 2009 VN104 | 21 set 2009 | Mount Lemmon    | Mount Lemmon Survey | —         | MPC                           |
| 411088     | 2009 VA111 | 10 nov 2009 | Kitt Peak       | Spacewatch          | —         | MPC                           |
| 411089     | 2009 VJ111 | 11 nov 2009 | La Sagra        | Mallorca Obs.       | —         | MPC                           |
| 411090     | 2009 VC112 | 9 nov 2009  | Catalina        | CSS                 | —         | MPC                           |
| 411091     | 2009 VA116 | 9 nov 2009  | Mount Lemmon    | Mount Lemmon Survey | Ursula    | MPC                           |
| 411092     | 2009 WX1   | 15 set 2009 | Kitt Peak       | Spacewatch          | —         | MPC                           |
| 411093     | 2009 WF2   | 15 set 2009 | Kitt Peak       | Spacewatch          | —         | MPC                           |
| 411094     | 2009 WE8   | 18 nov 2009 | Saint-Sulpice   | B. Christophe       | —         | MPC                           |
| 411095     | 2009 WA26  | 23 nov 2009 | Mayhill         | A. Lowe             | —         | MPC                           |
| 411096     | 2009 WM28  | 12 out 1998 | Kitt Peak       | Spacewatch          | —         | MPC                           |
| 411097     | 2009 WS29  | 26 out 2009 | Kitt Peak       | Spacewatch          | —         | MPC                           |
| 411098     | 2009 WJ32  | 16 nov 2009 | Kitt Peak       | Spacewatch          | —         | MPC                           |
| 411099     | 2009 WE33  | 8 nov 2009  | Kitt Peak       | Spacewatch          | —         | MPC                           |
| 411100     | 2009 WK35  | 17 nov 2009 | Kitt Peak       | Spacewatch          | —         | MPC                           |

## 411101–411200
| Designação | Designação | Descoberta  | Descoberta       | Descobridor(es)           | Categoria | Mais informações / Referência |
| Permanente | Provisória | Data        | Local            | Descobridor(es)           | Categoria | Mais informações / Referência |
| ---------- | ---------- | ----------- | ---------------- | ------------------------- | --------- | ----------------------------- |
| 411101     | 2009 WU37  | 26 out 2009 | Mount Lemmon     | Mount Lemmon Survey       | —         | MPC                           |
| 411102     | 2009 WB40  | 17 nov 2009 | Kitt Peak        | Spacewatch                | —         | MPC                           |
| 411103     | 2009 WL41  | 17 nov 2009 | Mount Lemmon     | Mount Lemmon Survey       | —         | MPC                           |
| 411104     | 2009 WR43  | 17 nov 2009 | Kitt Peak        | Spacewatch                | —         | MPC                           |
| 411105     | 2009 WF49  | 19 nov 2009 | Mount Lemmon     | Mount Lemmon Survey       | —         | MPC                           |
| 411106     | 2009 WG49  | 1 out 2009  | Mount Lemmon     | Mount Lemmon Survey       | —         | MPC                           |
| 411107     | 2009 WA51  | 20 nov 2009 | Mount Lemmon     | Mount Lemmon Survey       | —         | MPC                           |
| 411108     | 2009 WK71  | 18 nov 2009 | Kitt Peak        | Spacewatch                | —         | MPC                           |
| 411109     | 2009 WS71  | 18 nov 2009 | Kitt Peak        | Spacewatch                | —         | MPC                           |
| 411110     | 2009 WZ72  | 18 nov 2009 | Kitt Peak        | Spacewatch                | —         | MPC                           |
| 411111     | 2009 WV76  | 14 fev 2005 | Kitt Peak        | Spacewatch                | —         | MPC                           |
| 411112     | 2009 WB82  | 25 dez 2005 | Kitt Peak        | Spacewatch                | —         | MPC                           |
| 411113     | 2009 WP83  | 19 nov 2009 | Kitt Peak        | Spacewatch                | —         | MPC                           |
| 411114     | 2009 WR86  | 6 set 2008  | Mount Lemmon     | Mount Lemmon Survey       | —         | MPC                           |
| 411115     | 2009 WL98  | 8 nov 2009  | Kitt Peak        | Spacewatch                | —         | MPC                           |
| 411116     | 2009 WC111 | 17 nov 2009 | Mount Lemmon     | Mount Lemmon Survey       | Brangane  | MPC                           |
| 411117     | 2009 WO122 | 22 out 2003 | Socorro          | LINEAR                    | —         | MPC                           |
| 411118     | 2009 WE124 | 22 set 2009 | Mount Lemmon     | Mount Lemmon Survey       | —         | MPC                           |
| 411119     | 2009 WJ130 | 9 nov 2009  | Kitt Peak        | Spacewatch                | Ursula    | MPC                           |
| 411120     | 2009 WL134 | 22 nov 2009 | Catalina         | CSS                       | —         | MPC                           |
| 411121     | 2009 WY143 | 19 nov 2009 | Kitt Peak        | Spacewatch                | —         | MPC                           |
| 411122     | 2009 WN155 | 20 nov 2009 | La Sagra         | Mallorca Obs.             | —         | MPC                           |
| 411123     | 2009 WZ163 | 21 nov 2009 | Kitt Peak        | Spacewatch                | —         | MPC                           |
| 411124     | 2009 WK172 | 22 nov 2009 | Mount Lemmon     | Mount Lemmon Survey       | —         | MPC                           |
| 411125     | 2009 WQ190 | 22 set 2003 | Kitt Peak        | Spacewatch                | —         | MPC                           |
| 411126     | 2009 WJ191 | 24 nov 2009 | Mount Lemmon     | Mount Lemmon Survey       | —         | MPC                           |
| 411127     | 2009 WF193 | 22 set 2009 | Mount Lemmon     | Mount Lemmon Survey       | —         | MPC                           |
| 411128     | 2009 WE206 | 16 mar 2007 | Mount Lemmon     | Mount Lemmon Survey       | —         | MPC                           |
| 411129     | 2009 WS207 | 17 nov 2009 | Kitt Peak        | Spacewatch                | —         | MPC                           |
| 411130     | 2009 WU209 | 17 nov 2009 | Catalina         | CSS                       | —         | MPC                           |
| 411131     | 2009 WA216 | 21 ago 2003 | Campo Imperatore | CINEOS                    | Brangane  | MPC                           |
| 411132     | 2009 WD218 | 18 nov 2009 | Mount Lemmon     | Mount Lemmon Survey       | —         | MPC                           |
| 411133     | 2009 WO218 | 16 nov 2009 | Kitt Peak        | Spacewatch                | —         | MPC                           |
| 411134     | 2009 WT220 | 16 nov 2009 | Mount Lemmon     | Mount Lemmon Survey       | —         | MPC                           |
| 411135     | 2009 WV220 | 16 nov 2009 | Mount Lemmon     | Mount Lemmon Survey       | —         | MPC                           |
| 411136     | 2009 WZ229 | 18 set 2009 | Mount Lemmon     | Mount Lemmon Survey       | —         | MPC                           |
| 411137     | 2009 WA232 | 17 nov 2009 | Mount Lemmon     | Mount Lemmon Survey       | —         | MPC                           |
| 411138     | 2009 WG237 | 17 nov 2009 | Kitt Peak        | Spacewatch                | —         | MPC                           |
| 411139     | 2009 WN249 | 17 nov 2009 | Catalina         | CSS                       | —         | MPC                           |
| 411140     | 2009 WU249 | 17 nov 2009 | Kitt Peak        | Spacewatch                | —         | MPC                           |
| 411141     | 2009 WW252 | 27 nov 2009 | Kitt Peak        | Spacewatch                | —         | MPC                           |
| 411142     | 2009 WZ262 | 23 nov 2009 | Mount Lemmon     | Mount Lemmon Survey       | —         | MPC                           |
| 411143     | 2009 XL    | 6 dez 2009  | Bisei SG Center  | BATTeRS                   | —         | MPC                           |
| 411144     | 2009 XV2   | 12 dez 2009 | Tzec Maun        | Tzec Maun Obs.            | —         | MPC                           |
| 411145     | 2009 XZ10  | 27 out 2005 | Kitt Peak        | Spacewatch                | —         | MPC                           |
| 411146     | 2009 XQ23  | 22 set 2009 | Mount Lemmon     | Mount Lemmon Survey       | —         | MPC                           |
| 411147     | 2009 YB14  | 21 nov 2009 | Mount Lemmon     | Mount Lemmon Survey       | —         | MPC                           |
| 411148     | 2009 YN22  | 15 out 2009 | Mount Lemmon     | Mount Lemmon Survey       | —         | MPC                           |
| 411149     | 2009 YD24  | 16 dez 2009 | Mount Lemmon     | Mount Lemmon Survey       | —         | MPC                           |
| 411150     | 2010 AV4   | 4 jan 2010  | Kitt Peak        | Spacewatch                | —         | MPC                           |
| 411151     | 2010 AY10  | 26 nov 2003 | Kitt Peak        | Spacewatch                | Brangane  | MPC                           |
| 411152     | 2010 AS39  | 6 jan 2010  | Socorro          | LINEAR                    | —         | MPC                           |
| 411153     | 2010 AV41  | 30 set 2009 | Mount Lemmon     | Mount Lemmon Survey       | —         | MPC                           |
| 411154     | 2010 AM84  | 18 set 2009 | Kitt Peak        | Spacewatch                | —         | MPC                           |
| 411155     | 2010 AP110 | 13 jan 2010 | WISE             | WISE                      | —         | MPC                           |
| 411156     | 2010 AZ111 | 29 set 2009 | Mount Lemmon     | Mount Lemmon Survey       | —         | MPC                           |
| 411157     | 2010 AY134 | 15 jan 2010 | WISE             | WISE                      | —         | MPC                           |
| 411158     | 2010 AL136 | 21 set 2009 | Mount Lemmon     | Mount Lemmon Survey       | —         | MPC                           |
| 411159     | 2010 BN5   | 24 jan 2010 | Moletai          | K. Černis, J. Zdanavičius | —         | MPC                           |
| 411160     | 2010 BP31  | 18 jan 2010 | WISE             | WISE                      | —         | MPC                           |
| 411161     | 2010 BM88  | 2 mar 2006  | Kitt Peak        | Spacewatch                | —         | MPC                           |
| 411162     | 2010 BW95  | 27 jan 2010 | WISE             | WISE                      | —         | MPC                           |
| 411163     | 2010 BG104 | 20 abr 2007 | Kitt Peak        | Spacewatch                | —         | MPC                           |
| 411164     | 2010 CK145 | 8 out 2008  | Mount Lemmon     | Mount Lemmon Survey       | —         | MPC                           |
| 411165     | 2010 DF1   | 17 fev 2010 | Kitt Peak        | Spacewatch                | —         | MPC                           |
| 411166     | 2010 DU18  | 16 fev 2010 | WISE             | WISE                      | —         | MPC                           |
| 411167     | 2010 DV19  | 3 mai 2006  | Kitt Peak        | Spacewatch                | —         | MPC                           |
| 411168     | 2010 DD29  | 29 set 1997 | Kitt Peak        | Spacewatch                | —         | MPC                           |
| 411169     | 2010 EC34  | 14 fev 2010 | Mount Lemmon     | Mount Lemmon Survey       | Juno      | MPC                           |
| 411170     | 2010 EW80  | 15 abr 2007 | Catalina         | CSS                       | —         | MPC                           |
| 411171     | 2010 EO82  | 12 mar 2010 | Kitt Peak        | Spacewatch                | —         | MPC                           |
| 411172     | 2010 EK83  | 12 mar 2010 | Kitt Peak        | Spacewatch                | —         | MPC                           |
| 411173     | 2010 EY103 | 15 mar 2010 | Mount Lemmon     | Mount Lemmon Survey       | —         | MPC                           |
| 411174     | 2010 FZ15  | 18 mar 2010 | Kitt Peak        | Spacewatch                | —         | MPC                           |
| 411175     | 2010 FJ34  | 8 mar 2005  | Catalina         | CSS                       | —         | MPC                           |
| 411176     | 2010 FU54  | 21 mar 2010 | Kitt Peak        | Spacewatch                | —         | MPC                           |
| 411177     | 2010 FO79  | 15 mar 2010 | Kitt Peak        | Spacewatch                | —         | MPC                           |
| 411178     | 2010 FN87  | 19 mar 2010 | Kitt Peak        | Spacewatch                | —         | MPC                           |
| 411179     | 2010 GS32  | 8 abr 2010  | Mount Lemmon     | Mount Lemmon Survey       | —         | MPC                           |
| 411180     | 2010 GM98  | 10 abr 2010 | Mount Lemmon     | Mount Lemmon Survey       | —         | MPC                           |
| 411181     | 2010 GH118 | 27 jan 2006 | Kitt Peak        | Spacewatch                | —         | MPC                           |
| 411182     | 2010 GQ137 | 18 abr 2007 | Mount Lemmon     | Mount Lemmon Survey       | —         | MPC                           |
| 411183     | 2010 GD144 | 11 abr 2010 | Kitt Peak        | Spacewatch                | —         | MPC                           |
| 411184     | 2010 HU10  | 17 abr 2010 | WISE             | WISE                      | —         | MPC                           |
| 411185     | 2010 HE48  | 24 abr 2010 | WISE             | WISE                      | —         | MPC                           |
| 411186     | 2010 JP1   | 4 mai 2010  | Kitt Peak        | Spacewatch                | —         | MPC                           |
| 411187     | 2010 JO40  | 30 jan 2006 | Kitt Peak        | Spacewatch                | —         | MPC                           |
| 411188     | 2010 JC43  | 8 abr 2010  | Kitt Peak        | Spacewatch                | —         | MPC                           |
| 411189     | 2010 JV45  | 7 mai 2010  | Kitt Peak        | Spacewatch                | —         | MPC                           |
| 411190     | 2010 JF66  | 9 mai 2010  | WISE             | WISE                      | —         | MPC                           |
| 411191     | 2010 JZ84  | 6 mai 2010  | Mount Lemmon     | Mount Lemmon Survey       | —         | MPC                           |
| 411192     | 2010 JE116 | 7 mai 2010  | Mount Lemmon     | Mount Lemmon Survey       | —         | MPC                           |
| 411193     | 2010 JE148 | 27 jan 2010 | WISE             | WISE                      | —         | MPC                           |
| 411194     | 2010 JT171 | 5 mai 2010  | La Sagra         | Mallorca Obs.             | —         | MPC                           |
| 411195     | 2010 KW3   | 16 mai 2010 | WISE             | WISE                      | —         | MPC                           |
| 411196     | 2010 KU47  | 21 mai 2010 | WISE             | WISE                      | —         | MPC                           |
| 411197     | 2010 KJ110 | 29 mai 2010 | WISE             | WISE                      | —         | MPC                           |
| 411198     | 2010 KD116 | 30 mai 2010 | WISE             | WISE                      | —         | MPC                           |
| 411199     | 2010 KW117 | 19 mai 2010 | Catalina         | CSS                       | —         | MPC                           |
| 411200     | 2010 KB118 | 17 mai 2010 | Nogales          | Tenagra II Obs.           | —         | MPC                           |

## 411201–411300
| Designação | Designação | Descoberta  | Descoberta    | Descobridor(es)       | Categoria | Mais informações / Referência |
| Permanente | Provisória | Data        | Local         | Descobridor(es)       | Categoria | Mais informações / Referência |
| ---------- | ---------- | ----------- | ------------- | --------------------- | --------- | ----------------------------- |
| 411201     | 2010 LJ14  | 5 jun 2010  | Kitt Peak     | Spacewatch            | —         | MPC                           |
| 411202     | 2010 LU17  | 3 jun 2010  | WISE          | WISE                  | —         | MPC                           |
| 411203     | 2010 LL35  | 5 jun 2010  | Kitt Peak     | Spacewatch            | —         | MPC                           |
| 411204     | 2010 LZ51  | 8 jun 2010  | WISE          | WISE                  | —         | MPC                           |
| 411205     | 2010 LV79  | 11 jun 2010 | WISE          | WISE                  | —         | MPC                           |
| 411206     | 2010 LL110 | 7 mai 2010  | Mount Lemmon  | Mount Lemmon Survey   | —         | MPC                           |
| 411207     | 2010 LN110 | 11 jun 2010 | Mount Lemmon  | Mount Lemmon Survey   | —         | MPC                           |
| 411208     | 2010 MM97  | 30 ago 2006 | Anderson Mesa | LONEOS                | —         | MPC                           |
| 411209     | 2010 MO97  | 4 out 2006  | Mount Lemmon  | Mount Lemmon Survey   | —         | MPC                           |
| 411210     | 2010 NZ6   | 7 jul 2010  | Kitt Peak     | Spacewatch            | —         | MPC                           |
| 411211     | 2010 NU14  | 1 jul 2010  | WISE          | WISE                  | —         | MPC                           |
| 411212     | 2010 NV22  | 6 jul 2010  | WISE          | WISE                  | —         | MPC                           |
| 411213     | 2010 NU25  | 1 ago 1997  | Caussols      | ODAS                  | —         | MPC                           |
| 411214     | 2010 NC63  | 11 jul 2010 | WISE          | WISE                  | —         | MPC                           |
| 411215     | 2010 NP68  | 14 jul 2010 | WISE          | WISE                  | —         | MPC                           |
| 411216     | 2010 NM69  | 10 nov 2006 | Kitt Peak     | Spacewatch            | —         | MPC                           |
| 411217     | 2010 ND87  | 18 nov 2006 | Catalina      | CSS                   | —         | MPC                           |
| 411218     | 2010 NS103 | 12 jul 2010 | WISE          | WISE                  | —         | MPC                           |
| 411219     | 2010 OE14  | 17 jul 2010 | WISE          | WISE                  | —         | MPC                           |
| 411220     | 2010 OO19  | 21 out 2006 | Kitt Peak     | Spacewatch            | —         | MPC                           |
| 411221     | 2010 OV28  | 19 jul 2010 | WISE          | WISE                  | —         | MPC                           |
| 411222     | 2010 OV37  | 20 out 2006 | Mount Lemmon  | Mount Lemmon Survey   | —         | MPC                           |
| 411223     | 2010 OO49  | 17 nov 2006 | Mount Lemmon  | Mount Lemmon Survey   | —         | MPC                           |
| 411224     | 2010 OL74  | 30 out 2006 | Catalina      | CSS                   | —         | MPC                           |
| 411225     | 2010 OZ86  | 28 jan 2010 | WISE          | WISE                  | —         | MPC                           |
| 411226     | 2010 OO106 | 20 nov 2006 | Catalina      | CSS                   | —         | MPC                           |
| 411227     | 2010 OV108 | 29 jul 2010 | WISE          | WISE                  | —         | MPC                           |
| 411228     | 2010 PW1   | 18 out 2003 | Kitt Peak     | Spacewatch            | —         | MPC                           |
| 411229     | 2010 PD49  | 28 mar 2008 | Mount Lemmon  | Mount Lemmon Survey   | —         | MPC                           |
| 411230     | 2010 PB52  | 18 jun 2010 | Mount Lemmon  | Mount Lemmon Survey   | —         | MPC                           |
| 411231     | 2010 PG57  | 3 ago 2010  | La Sagra      | Mallorca Obs.         | —         | MPC                           |
| 411232     | 2010 PX61  | 10 ago 2010 | Kitt Peak     | Spacewatch            | —         | MPC                           |
| 411233     | 2010 PH62  | 10 ago 2010 | Kitt Peak     | Spacewatch            | —         | MPC                           |
| 411234     | 2010 PH65  | 10 ago 2010 | Kitt Peak     | Spacewatch            | —         | MPC                           |
| 411235     | 2010 PX73  | 10 ago 2010 | Kitt Peak     | Spacewatch            | —         | MPC                           |
| 411236     | 2010 PP75  | 13 ago 2010 | Kitt Peak     | Spacewatch            | —         | MPC                           |
| 411237     | 2010 PE80  | 12 ago 2010 | Kitt Peak     | Spacewatch            | —         | MPC                           |
| 411238     | 2010 QK2   | 3 mar 2009  | Mount Lemmon  | Mount Lemmon Survey   | —         | MPC                           |
| 411239     | 2010 QK6   | 20 ago 2010 | La Sagra      | Mallorca Obs.         | —         | MPC                           |
| 411240     | 2010 RG9   | 20 jun 2010 | Mount Lemmon  | Mount Lemmon Survey   | —         | MPC                           |
| 411241     | 2010 RF23  | 3 set 2010  | Mount Lemmon  | Mount Lemmon Survey   | —         | MPC                           |
| 411242     | 2010 RF39  | 21 dez 2007 | Mount Lemmon  | Mount Lemmon Survey   | —         | MPC                           |
| 411243     | 2010 RY40  | 3 set 2010  | Piszkéstető   | K. Sárneczky, Z. Kuli | —         | MPC                           |
| 411244     | 2010 RB62  | 6 set 2010  | Kitt Peak     | Spacewatch            | —         | MPC                           |
| 411245     | 2010 RZ68  | 21 jul 2006 | Catalina      | CSS                   | —         | MPC                           |
| 411246     | 2010 RM73  | 14 nov 1995 | Kitt Peak     | Spacewatch            | —         | MPC                           |
| 411247     | 2010 RP75  | 18 out 2006 | Kitt Peak     | Spacewatch            | —         | MPC                           |
| 411248     | 2010 RL80  | 17 dez 2003 | Kitt Peak     | Spacewatch            | —         | MPC                           |
| 411249     | 2010 RY82  | 30 abr 2005 | Kitt Peak     | Spacewatch            | —         | MPC                           |
| 411250     | 2010 RB86  | 2 set 2010  | Mount Lemmon  | Mount Lemmon Survey   | —         | MPC                           |
| 411251     | 2010 RO90  | 28 mar 2009 | Kitt Peak     | Spacewatch            | —         | MPC                           |
| 411252     | 2010 RX92  | 13 ago 2010 | Kitt Peak     | Spacewatch            | Phocaea   | MPC                           |
| 411253     | 2010 RU104 | 18 abr 2009 | Mount Lemmon  | Mount Lemmon Survey   | —         | MPC                           |
| 411254     | 2010 RF109 | 9 mar 2005  | Mount Lemmon  | Mount Lemmon Survey   | —         | MPC                           |
| 411255     | 2010 RW110 | 19 set 2006 | Kitt Peak     | Spacewatch            | Phocaea   | MPC                           |
| 411256     | 2010 RU118 | 1 mar 2008  | Mount Lemmon  | Mount Lemmon Survey   | —         | MPC                           |
| 411257     | 2010 RA120 | 5 jul 2005  | Kitt Peak     | Spacewatch            | —         | MPC                           |
| 411258     | 2010 RS120 | 11 set 2010 | Catalina      | CSS                   | —         | MPC                           |
| 411259     | 2010 RQ122 | 3 mai 2005  | Kitt Peak     | Spacewatch            | —         | MPC                           |
| 411260     | 2010 RQ123 | 10 set 2010 | Kitt Peak     | Spacewatch            | —         | MPC                           |
| 411261     | 2010 RJ124 | 11 set 2010 | Kitt Peak     | Spacewatch            | —         | MPC                           |
| 411262     | 2010 RD125 | 18 ago 2006 | Kitt Peak     | Spacewatch            | —         | MPC                           |
| 411263     | 2010 RV126 | 12 set 2010 | Kitt Peak     | Spacewatch            | —         | MPC                           |
| 411264     | 2010 RZ127 | 14 set 2010 | Kitt Peak     | Spacewatch            | —         | MPC                           |
| 411265     | 2010 RP139 | 13 ago 2010 | Kitt Peak     | Spacewatch            | —         | MPC                           |
| 411266     | 2010 RW139 | 30 mai 2006 | Mount Lemmon  | Mount Lemmon Survey   | —         | MPC                           |
| 411267     | 2010 RS144 | 20 out 2006 | Kitt Peak     | Spacewatch            | —         | MPC                           |
| 411268     | 2010 RW148 | 25 set 2006 | Kitt Peak     | Spacewatch            | —         | MPC                           |
| 411269     | 2010 RJ153 | 3 out 2006  | Mount Lemmon  | Mount Lemmon Survey   | —         | MPC                           |
| 411270     | 2010 RR155 | 9 mai 2005  | Kitt Peak     | Spacewatch            | —         | MPC                           |
| 411271     | 2010 RF158 | 28 set 2006 | Catalina      | CSS                   | —         | MPC                           |
| 411272     | 2010 RM160 | 16 set 2006 | Catalina      | CSS                   | —         | MPC                           |
| 411273     | 2010 RB175 | 9 set 2010  | Kitt Peak     | Spacewatch            | —         | MPC                           |
| 411274     | 2010 RW176 | 26 set 2006 | Kitt Peak     | Spacewatch            | —         | MPC                           |
| 411275     | 2010 SK2   | 5 abr 2000  | Anderson Mesa | LONEOS                | —         | MPC                           |
| 411276     | 2010 ST2   | 16 set 2010 | Mount Lemmon  | Mount Lemmon Survey   | —         | MPC                           |
| 411277     | 2010 SN6   | 16 set 2010 | Mount Lemmon  | Mount Lemmon Survey   | —         | MPC                           |
| 411278     | 2010 SL10  | 6 ago 2010  | Kitt Peak     | Spacewatch            | —         | MPC                           |
| 411279     | 2010 SK11  | 18 set 2010 | Mount Lemmon  | Mount Lemmon Survey   | —         | MPC                           |
| 411280     | 2010 SL13  | 19 set 2010 | Kitt Peak     | Spacewatch            | —         | MPC                           |
| 411281     | 2010 SY29  | 13 mar 2005 | Kitt Peak     | Spacewatch            | —         | MPC                           |
| 411282     | 2010 SP30  | 2 nov 2006  | Mount Lemmon  | Mount Lemmon Survey   | —         | MPC                           |
| 411283     | 2010 SZ32  | 28 set 2006 | Mount Lemmon  | Mount Lemmon Survey   | —         | MPC                           |
| 411284     | 2010 SG36  | 15 abr 2008 | Mount Lemmon  | Mount Lemmon Survey   | —         | MPC                           |
| 411285     | 2010 TM1   | 2 fev 2008  | Mount Lemmon  | Mount Lemmon Survey   | —         | MPC                           |
| 411286     | 2010 TF6   | 17 mai 2009 | Mount Lemmon  | Mount Lemmon Survey   | —         | MPC                           |
| 411287     | 2010 TE12  | 16 set 2010 | Catalina      | CSS                   | —         | MPC                           |
| 411288     | 2010 TH13  | 10 fev 2008 | Kitt Peak     | Spacewatch            | —         | MPC                           |
| 411289     | 2010 TR14  | 12 jul 2010 | WISE          | WISE                  | —         | MPC                           |
| 411290     | 2010 TJ15  | 4 mar 2008  | Kitt Peak     | Spacewatch            | —         | MPC                           |
| 411291     | 2010 TP17  | 3 out 2010  | Kitt Peak     | Spacewatch            | —         | MPC                           |
| 411292     | 2010 TS37  | 10 set 2010 | Mount Lemmon  | Mount Lemmon Survey   | —         | MPC                           |
| 411293     | 2010 TU55  | 2 set 2010  | Mount Lemmon  | Mount Lemmon Survey   | —         | MPC                           |
| 411294     | 2010 TT69  | 3 out 2006  | Mount Lemmon  | Mount Lemmon Survey   | —         | MPC                           |
| 411295     | 2010 TF76  | 1 nov 2006  | Kitt Peak     | Spacewatch            | —         | MPC                           |
| 411296     | 2010 TH79  | 30 set 2006 | Mount Lemmon  | Mount Lemmon Survey   | —         | MPC                           |
| 411297     | 2010 TH80  | 4 out 2006  | Mount Lemmon  | Mount Lemmon Survey   | —         | MPC                           |
| 411298     | 2010 TV83  | 19 set 2006 | Kitt Peak     | Spacewatch            | —         | MPC                           |
| 411299     | 2010 TD88  | 17 set 2006 | Kitt Peak     | Spacewatch            | —         | MPC                           |
| 411300     | 2010 TT92  | 19 abr 2009 | Mount Lemmon  | Mount Lemmon Survey   | —         | MPC                           |

## 411301–411400
| Designação | Designação | Descoberta  | Descoberta    | Descobridor(es)     | Categoria | Mais informações / Referência |
| Permanente | Provisória | Data        | Local         | Descobridor(es)     | Categoria | Mais informações / Referência |
| ---------- | ---------- | ----------- | ------------- | ------------------- | --------- | ----------------------------- |
| 411301     | 2010 TP97  | 19 set 2010 | Kitt Peak     | Spacewatch          | —         | MPC                           |
| 411302     | 2010 TR97  | 23 out 2006 | Kitt Peak     | Spacewatch          | —         | MPC                           |
| 411303     | 2010 TQ113 | 30 set 2006 | Mount Lemmon  | Mount Lemmon Survey | Phocaea   | MPC                           |
| 411304     | 2010 TL114 | 13 abr 2004 | Kitt Peak     | Spacewatch          | —         | MPC                           |
| 411305     | 2010 TS116 | 9 out 2010  | Mount Lemmon  | Mount Lemmon Survey | —         | MPC                           |
| 411306     | 2010 TG118 | 18 nov 2006 | Kitt Peak     | Spacewatch          | —         | MPC                           |
| 411307     | 2010 TL131 | 3 out 2006  | Mount Lemmon  | Mount Lemmon Survey | —         | MPC                           |
| 411308     | 2010 TY139 | 17 set 2010 | Mount Lemmon  | Mount Lemmon Survey | —         | MPC                           |
| 411309     | 2010 TV143 | 11 out 2010 | Mount Lemmon  | Mount Lemmon Survey | —         | MPC                           |
| 411310     | 2010 TF144 | 4 out 2006  | Mount Lemmon  | Mount Lemmon Survey | —         | MPC                           |
| 411311     | 2010 TJ146 | 17 nov 2006 | Kitt Peak     | Spacewatch          | —         | MPC                           |
| 411312     | 2010 TX146 | 19 nov 2001 | Socorro       | LINEAR              | —         | MPC                           |
| 411313     | 2010 TY147 | 18 mai 2009 | Mount Lemmon  | Mount Lemmon Survey | —         | MPC                           |
| 411314     | 2010 TJ149 | 4 dez 2007  | Kitt Peak     | Spacewatch          | —         | MPC                           |
| 411315     | 2010 TJ162 | 9 abr 2003  | Kitt Peak     | Spacewatch          | —         | MPC                           |
| 411316     | 2010 TA168 | 17 set 2010 | Mount Lemmon  | Mount Lemmon Survey | —         | MPC                           |
| 411317     | 2010 TN178 | 12 fev 2004 | Kitt Peak     | Spacewatch          | —         | MPC                           |
| 411318     | 2010 UU    | 18 set 2010 | Mount Lemmon  | Mount Lemmon Survey | —         | MPC                           |
| 411319     | 2010 UD4   | 4 out 2006  | Mount Lemmon  | Mount Lemmon Survey | —         | MPC                           |
| 411320     | 2010 UC6   | 27 abr 2009 | Kitt Peak     | Spacewatch          | —         | MPC                           |
| 411321     | 2010 UZ11  | 6 mar 2008  | Mount Lemmon  | Mount Lemmon Survey | —         | MPC                           |
| 411322     | 2010 UG12  | 17 set 2010 | Mount Lemmon  | Mount Lemmon Survey | Phocaea   | MPC                           |
| 411323     | 2010 UY15  | 17 out 2010 | Mount Lemmon  | Mount Lemmon Survey | —         | MPC                           |
| 411324     | 2010 UO16  | 8 out 2010  | Catalina      | CSS                 | —         | MPC                           |
| 411325     | 2010 UT21  | 26 dez 2006 | Kitt Peak     | Spacewatch          | —         | MPC                           |
| 411326     | 2010 UU21  | 27 set 2006 | Mount Lemmon  | Mount Lemmon Survey | —         | MPC                           |
| 411327     | 2010 UZ27  | 20 nov 2006 | Kitt Peak     | Spacewatch          | —         | MPC                           |
| 411328     | 2010 UW28  | 27 dez 2006 | Kitt Peak     | Spacewatch          | —         | MPC                           |
| 411329     | 2010 UM30  | 30 set 2006 | Mount Lemmon  | Mount Lemmon Survey | —         | MPC                           |
| 411330     | 2010 UN34  | 17 nov 2006 | Kitt Peak     | Spacewatch          | —         | MPC                           |
| 411331     | 2010 UM36  | 21 out 2006 | Mount Lemmon  | Mount Lemmon Survey | Phocaea   | MPC                           |
| 411332     | 2010 UA37  | 29 out 2010 | Mount Lemmon  | Mount Lemmon Survey | Meliboea  | MPC                           |
| 411333     | 2010 UD37  | 10 set 2005 | Anderson Mesa | LONEOS              | —         | MPC                           |
| 411334     | 2010 UN49  | 24 ago 2001 | Kitt Peak     | Spacewatch          | —         | MPC                           |
| 411335     | 2010 UL52  | 28 out 2010 | Mount Lemmon  | Mount Lemmon Survey | —         | MPC                           |
| 411336     | 2010 UN53  | 4 out 2006  | Mount Lemmon  | Mount Lemmon Survey | —         | MPC                           |
| 411337     | 2010 UP53  | 29 out 2010 | Kitt Peak     | Spacewatch          | —         | MPC                           |
| 411338     | 2010 UA56  | 26 dez 2006 | Catalina      | CSS                 | —         | MPC                           |
| 411339     | 2010 UY56  | 14 jul 2010 | WISE          | WISE                | —         | MPC                           |
| 411340     | 2010 UU58  | 29 out 2010 | Kitt Peak     | Spacewatch          | Brangane  | MPC                           |
| 411341     | 2010 UB60  | 29 out 2010 | Kitt Peak     | Spacewatch          | —         | MPC                           |
| 411342     | 2010 UJ64  | 24 ago 2001 | Kitt Peak     | Spacewatch          | —         | MPC                           |
| 411343     | 2010 US64  | 5 mar 2008  | Kitt Peak     | Spacewatch          | —         | MPC                           |
| 411344     | 2010 UE65  | 15 nov 2006 | Kitt Peak     | Spacewatch          | —         | MPC                           |
| 411345     | 2010 UR66  | 1 out 2005  | Kitt Peak     | Spacewatch          | —         | MPC                           |
| 411346     | 2010 UY70  | 29 out 2010 | Catalina      | CSS                 | —         | MPC                           |
| 411347     | 2010 UR73  | 16 set 2010 | Catalina      | CSS                 | —         | MPC                           |
| 411348     | 2010 UA75  | 31 dez 2002 | Socorro       | LINEAR              | —         | MPC                           |
| 411349     | 2010 UP75  | 7 out 2005  | Kitt Peak     | Spacewatch          | —         | MPC                           |
| 411350     | 2010 UG76  | 19 ago 2006 | Kitt Peak     | Spacewatch          | —         | MPC                           |
| 411351     | 2010 UO76  | 30 out 2010 | Catalina      | CSS                 | Phocaea   | MPC                           |
| 411352     | 2010 UE77  | 30 out 2010 | Kitt Peak     | Spacewatch          | —         | MPC                           |
| 411353     | 2010 UQ78  | 18 nov 2006 | Kitt Peak     | Spacewatch          | —         | MPC                           |
| 411354     | 2010 UR81  | 13 fev 2008 | Mount Lemmon  | Mount Lemmon Survey | —         | MPC                           |
| 411355     | 2010 UV82  | 29 out 2010 | Kitt Peak     | Spacewatch          | —         | MPC                           |
| 411356     | 2010 US83  | 9 out 2010  | Catalina      | CSS                 | —         | MPC                           |
| 411357     | 2010 UV83  | 30 abr 2009 | Mount Lemmon  | Mount Lemmon Survey | —         | MPC                           |
| 411358     | 2010 UQ84  | 14 abr 2004 | Kitt Peak     | Spacewatch          | —         | MPC                           |
| 411359     | 2010 UK87  | 18 out 2006 | Kitt Peak     | Spacewatch          | —         | MPC                           |
| 411360     | 2010 UC88  | 12 ago 2010 | Kitt Peak     | Spacewatch          | —         | MPC                           |
| 411361     | 2010 UR89  | 27 set 2006 | Mount Lemmon  | Mount Lemmon Survey | —         | MPC                           |
| 411362     | 2010 US93  | 13 out 2010 | Mount Lemmon  | Mount Lemmon Survey | —         | MPC                           |
| 411363     | 2010 UO94  | 10 jan 2003 | Socorro       | LINEAR              | —         | MPC                           |
| 411364     | 2010 UO97  | 14 dez 2001 | Socorro       | LINEAR              | —         | MPC                           |
| 411365     | 2010 UY101 | 31 out 2010 | Mount Lemmon  | Mount Lemmon Survey | —         | MPC                           |
| 411366     | 2010 UF102 | 11 set 2010 | Mount Lemmon  | Mount Lemmon Survey | —         | MPC                           |
| 411367     | 2010 UP107 | 13 fev 2008 | Kitt Peak     | Spacewatch          | —         | MPC                           |
| 411368     | 2010 VM14  | 1 nov 2010  | Catalina      | CSS                 | —         | MPC                           |
| 411369     | 2010 VT19  | 16 set 2010 | Mount Lemmon  | Mount Lemmon Survey | —         | MPC                           |
| 411370     | 2010 VR27  | 29 mai 2009 | Mount Lemmon  | Mount Lemmon Survey | Phocaea   | MPC                           |
| 411371     | 2010 VL30  | 1 nov 1999  | Kitt Peak     | Spacewatch          | —         | MPC                           |
| 411372     | 2010 VM32  | 11 mai 2008 | Kitt Peak     | Spacewatch          | —         | MPC                           |
| 411373     | 2010 VS47  | 2 nov 2010  | Kitt Peak     | Spacewatch          | —         | MPC                           |
| 411374     | 2010 VD50  | 1 set 2005  | Kitt Peak     | Spacewatch          | —         | MPC                           |
| 411375     | 2010 VF51  | 12 nov 2001 | Socorro       | LINEAR              | —         | MPC                           |
| 411376     | 2010 VH53  | 3 nov 2010  | Mount Lemmon  | Mount Lemmon Survey | —         | MPC                           |
| 411377     | 2010 VP57  | 9 dez 2006  | Kitt Peak     | Spacewatch          | —         | MPC                           |
| 411378     | 2010 VN62  | 12 dez 2006 | Mount Lemmon  | Mount Lemmon Survey | —         | MPC                           |
| 411379     | 2010 VS62  | 24 dez 2006 | Kitt Peak     | Spacewatch          | —         | MPC                           |
| 411380     | 2010 VH63  | 20 set 2001 | Kitt Peak     | Spacewatch          | —         | MPC                           |
| 411381     | 2010 VK65  | 24 abr 2003 | Kitt Peak     | Spacewatch          | —         | MPC                           |
| 411382     | 2010 VE68  | 11 nov 2006 | Mount Lemmon  | Mount Lemmon Survey | —         | MPC                           |
| 411383     | 2010 VF70  | 22 nov 2006 | Kitt Peak     | Spacewatch          | —         | MPC                           |
| 411384     | 2010 VQ70  | 5 nov 2010  | Catalina      | CSS                 | —         | MPC                           |
| 411385     | 2010 VW73  | 24 jan 2007 | Kitt Peak     | Spacewatch          | —         | MPC                           |
| 411386     | 2010 VU78  | 17 nov 2006 | Mount Lemmon  | Mount Lemmon Survey | —         | MPC                           |
| 411387     | 2010 VD82  | 5 out 2005  | Mount Lemmon  | Mount Lemmon Survey | —         | MPC                           |
| 411388     | 2010 VN86  | 24 nov 2006 | Mount Lemmon  | Mount Lemmon Survey | —         | MPC                           |
| 411389     | 2010 VH87  | 13 out 2010 | Mount Lemmon  | Mount Lemmon Survey | —         | MPC                           |
| 411390     | 2010 VQ87  | 10 jan 2003 | Socorro       | LINEAR              | —         | MPC                           |
| 411391     | 2010 VW87  | 26 set 2005 | Kitt Peak     | Spacewatch          | —         | MPC                           |
| 411392     | 2010 VO93  | 7 nov 2010  | Mount Lemmon  | Mount Lemmon Survey | —         | MPC                           |
| 411393     | 2010 VA97  | 2 nov 2010  | Mount Lemmon  | Mount Lemmon Survey | —         | MPC                           |
| 411394     | 2010 VO102 | 27 jan 2007 | Kitt Peak     | Spacewatch          | —         | MPC                           |
| 411395     | 2010 VM103 | 17 nov 2001 | Kitt Peak     | Spacewatch          | —         | MPC                           |
| 411396     | 2010 VM104 | 28 out 2010 | Mount Lemmon  | Mount Lemmon Survey | —         | MPC                           |
| 411397     | 2010 VE106 | 3 abr 2008  | Mount Lemmon  | Mount Lemmon Survey | —         | MPC                           |
| 411398     | 2010 VF106 | 28 out 2010 | Mount Lemmon  | Mount Lemmon Survey | —         | MPC                           |
| 411399     | 2010 VS106 | 15 out 2001 | Socorro       | LINEAR              | —         | MPC                           |
| 411400     | 2010 VC112 | 5 set 2010  | Mount Lemmon  | Mount Lemmon Survey | —         | MPC                           |

## 411401–411500
| Designação | Designação | Descoberta  | Descoberta   | Descobridor(es)     | Categoria | Mais informações / Referência |
| Permanente | Provisória | Data        | Local        | Descobridor(es)     | Categoria | Mais informações / Referência |
| ---------- | ---------- | ----------- | ------------ | ------------------- | --------- | ----------------------------- |
| 411401     | 2010 VX113 | 26 dez 2006 | Kitt Peak    | Spacewatch          | —         | MPC                           |
| 411402     | 2010 VY115 | 30 out 2010 | Kitt Peak    | Spacewatch          | —         | MPC                           |
| 411403     | 2010 VK116 | 30 out 2010 | Kitt Peak    | Spacewatch          | —         | MPC                           |
| 411404     | 2010 VF120 | 10 jan 2007 | Mount Lemmon | Mount Lemmon Survey | —         | MPC                           |
| 411405     | 2010 VC123 | 29 out 2010 | Mount Lemmon | Mount Lemmon Survey | —         | MPC                           |
| 411406     | 2010 VW129 | 17 out 2010 | Mount Lemmon | Mount Lemmon Survey | —         | MPC                           |
| 411407     | 2010 VD137 | 19 out 2010 | Mount Lemmon | Mount Lemmon Survey | —         | MPC                           |
| 411408     | 2010 VK141 | 10 jul 2005 | Kitt Peak    | Spacewatch          | —         | MPC                           |
| 411409     | 2010 VF153 | 1 dez 2006  | Kitt Peak    | Spacewatch          | —         | MPC                           |
| 411410     | 2010 VK159 | 8 nov 2010  | Mount Lemmon | Mount Lemmon Survey | —         | MPC                           |
| 411411     | 2010 VP165 | 31 mar 2008 | Kitt Peak    | Spacewatch          | —         | MPC                           |
| 411412     | 2010 VN168 | 24 ago 2001 | Kitt Peak    | Spacewatch          | —         | MPC                           |
| 411413     | 2010 VS170 | 1 nov 2010  | Kitt Peak    | Spacewatch          | —         | MPC                           |
| 411414     | 2010 VR171 | 1 nov 2010  | Kitt Peak    | Spacewatch          | —         | MPC                           |
| 411415     | 2010 VS174 | 11 set 2010 | Mount Lemmon | Mount Lemmon Survey | —         | MPC                           |
| 411416     | 2010 VS176 | 11 jul 2005 | Mount Lemmon | Mount Lemmon Survey | —         | MPC                           |
| 411417     | 2010 VC192 | 30 out 2010 | Kitt Peak    | Spacewatch          | —         | MPC                           |
| 411418     | 2010 VA198 | 2 nov 2010  | Mount Lemmon | Mount Lemmon Survey | —         | MPC                           |
| 411419     | 2010 VD200 | 30 jun 2005 | Kitt Peak    | Spacewatch          | —         | MPC                           |
| 411420     | 2010 VW200 | 30 set 1997 | Kitt Peak    | Spacewatch          | —         | MPC                           |
| 411421     | 2010 VC201 | 12 nov 2010 | Mount Lemmon | Mount Lemmon Survey | —         | MPC                           |
| 411422     | 2010 VA204 | 14 nov 2006 | Catalina     | CSS                 | —         | MPC                           |
| 411423     | 2010 VR205 | 8 mar 2008  | Kitt Peak    | Spacewatch          | —         | MPC                           |
| 411424     | 2010 VB207 | 20 nov 2006 | Kitt Peak    | Spacewatch          | —         | MPC                           |
| 411425     | 2010 VT208 | 17 out 2010 | Mount Lemmon | Mount Lemmon Survey | —         | MPC                           |
| 411426     | 2010 VK209 | 4 out 2006  | Mount Lemmon | Mount Lemmon Survey | —         | MPC                           |
| 411427     | 2010 VR212 | 3 abr 2008  | Mount Lemmon | Mount Lemmon Survey | —         | MPC                           |
| 411428     | 2010 VU212 | 17 nov 2006 | Kitt Peak    | Spacewatch          | —         | MPC                           |
| 411429     | 2010 WO2   | 29 mar 2008 | Kitt Peak    | Spacewatch          | —         | MPC                           |
| 411430     | 2010 WE4   | 28 abr 2004 | Kitt Peak    | Spacewatch          | —         | MPC                           |
| 411431     | 2010 WE6   | 28 set 2006 | Mount Lemmon | Mount Lemmon Survey | —         | MPC                           |
| 411432     | 2010 WG8   | 10 out 2005 | Catalina     | CSS                 | —         | MPC                           |
| 411433     | 2010 WO13  | 28 jan 2007 | Mount Lemmon | Mount Lemmon Survey | Eos       | MPC                           |
| 411434     | 2010 WQ16  | 27 dez 2006 | Mount Lemmon | Mount Lemmon Survey | —         | MPC                           |
| 411435     | 2010 WT16  | 23 nov 2006 | Mount Lemmon | Mount Lemmon Survey | —         | MPC                           |
| 411436     | 2010 WY18  | 13 nov 2010 | Kitt Peak    | Spacewatch          | —         | MPC                           |
| 411437     | 2010 WK31  | 10 nov 2010 | Mount Lemmon | Mount Lemmon Survey | —         | MPC                           |
| 411438     | 2010 WG35  | 26 dez 2006 | Kitt Peak    | Spacewatch          | —         | MPC                           |
| 411439     | 2010 WW35  | 27 dez 2006 | Mount Lemmon | Mount Lemmon Survey | —         | MPC                           |
| 411440     | 2010 WR41  | 19 set 2001 | Socorro      | LINEAR              | —         | MPC                           |
| 411441     | 2010 WB42  | 1 out 2005  | Kitt Peak    | Spacewatch          | —         | MPC                           |
| 411442     | 2010 WK45  | 9 out 2005  | Kitt Peak    | Spacewatch          | —         | MPC                           |
| 411443     | 2010 WX49  | 31 out 2010 | Kitt Peak    | Spacewatch          | —         | MPC                           |
| 411444     | 2010 WF50  | 1 nov 2010  | Kitt Peak    | Spacewatch          | —         | MPC                           |
| 411445     | 2010 WU54  | 6 out 2005  | Kitt Peak    | Spacewatch          | —         | MPC                           |
| 411446     | 2010 WM55  | 29 nov 2005 | Mount Lemmon | Mount Lemmon Survey | —         | MPC                           |
| 411447     | 2010 WF60  | 12 nov 2010 | Kitt Peak    | Spacewatch          | Phocaea   | MPC                           |
| 411448     | 2010 WY63  | 24 out 2005 | Kitt Peak    | Spacewatch          | —         | MPC                           |
| 411449     | 2010 WU65  | 28 nov 2010 | Mount Lemmon | Mount Lemmon Survey | —         | MPC                           |
| 411450     | 2010 WF66  | 27 dez 2006 | Catalina     | CSS                 | —         | MPC                           |
| 411451     | 2010 WN71  | 23 out 2006 | Mount Lemmon | Mount Lemmon Survey | —         | MPC                           |
| 411452     | 2010 WO71  | 26 set 2005 | Catalina     | CSS                 | —         | MPC                           |
| 411453     | 2010 WZ72  | 29 out 2010 | Kitt Peak    | Spacewatch          | —         | MPC                           |
| 411454     | 2010 WK73  | 30 nov 2010 | Mount Lemmon | Mount Lemmon Survey | Brangane  | MPC                           |
| 411455     | 2010 WN74  | 4 mai 2009  | Kitt Peak    | Spacewatch          | Phocaea   | MPC                           |
| 411456     | 2010 WO74  | 17 jun 2010 | Mount Lemmon | Mount Lemmon Survey | —         | MPC                           |
| 411457     | 2010 XN3   | 17 nov 2006 | Kitt Peak    | Spacewatch          | —         | MPC                           |
| 411458     | 2010 XV9   | 20 nov 2006 | Kitt Peak    | Spacewatch          | —         | MPC                           |
| 411459     | 2010 XO11  | 19 jan 2008 | Mount Lemmon | Mount Lemmon Survey | —         | MPC                           |
| 411460     | 2010 XC14  | 18 set 2010 | Kitt Peak    | Spacewatch          | —         | MPC                           |
| 411461     | 2010 XQ19  | 11 abr 2008 | Mount Lemmon | Mount Lemmon Survey | —         | MPC                           |
| 411462     | 2010 XO22  | 29 out 2010 | Kitt Peak    | Spacewatch          | —         | MPC                           |
| 411463     | 2010 XU28  | 12 out 2005 | Kitt Peak    | Spacewatch          | —         | MPC                           |
| 411464     | 2010 XE30  | 28 out 2010 | Mount Lemmon | Mount Lemmon Survey | —         | MPC                           |
| 411465     | 2010 XU38  | 18 nov 2006 | Kitt Peak    | Spacewatch          | —         | MPC                           |
| 411466     | 2010 XW38  | 15 dez 2001 | Socorro      | LINEAR              | —         | MPC                           |
| 411467     | 2010 XX38  | 24 dez 2006 | Kitt Peak    | Spacewatch          | —         | MPC                           |
| 411468     | 2010 XL41  | 16 dez 2006 | Kitt Peak    | Spacewatch          | —         | MPC                           |
| 411469     | 2010 XQ57  | 10 jul 2005 | Kitt Peak    | Spacewatch          | —         | MPC                           |
| 411470     | 2010 XU72  | 10 dez 2006 | Kitt Peak    | Spacewatch          | —         | MPC                           |
| 411471     | 2010 XM77  | 6 out 2005  | Mount Lemmon | Mount Lemmon Survey | —         | MPC                           |
| 411472     | 2010 YV1   | 27 fev 2006 | Catalina     | CSS                 | —         | MPC                           |
| 411473     | 2010 YL2   | 26 out 2009 | Mount Lemmon | Mount Lemmon Survey | —         | MPC                           |
| 411474     | 2010 YK4   | 17 set 2009 | Mount Lemmon | Mount Lemmon Survey | —         | MPC                           |
| 411475     | 2011 AC    | 13 dez 1999 | Socorro      | LINEAR              | —         | MPC                           |
| 411476     | 2011 AS22  | 24 set 2009 | Catalina     | CSS                 | Brangane  | MPC                           |
| 411477     | 2011 AF26  | 25 nov 2005 | Catalina     | CSS                 | —         | MPC                           |
| 411478     | 2011 AF27  | 25 fev 2006 | Catalina     | CSS                 | —         | MPC                           |
| 411479     | 2011 AD35  | 17 dez 2001 | Socorro      | LINEAR              | —         | MPC                           |
| 411480     | 2011 AW37  | 23 jan 2006 | Mount Lemmon | Mount Lemmon Survey | —         | MPC                           |
| 411481     | 2011 AP38  | 18 out 1998 | Kitt Peak    | Spacewatch          | —         | MPC                           |
| 411482     | 2011 AA39  | 30 dez 2005 | Kitt Peak    | Spacewatch          | —         | MPC                           |
| 411483     | 2011 AA43  | 5 nov 2010  | Mount Lemmon | Mount Lemmon Survey | —         | MPC                           |
| 411484     | 2011 AF44  | 21 out 2009 | Mount Lemmon | Mount Lemmon Survey | —         | MPC                           |
| 411485     | 2011 AY44  | 22 out 2009 | Mount Lemmon | Mount Lemmon Survey | —         | MPC                           |
| 411486     | 2011 AO45  | 25 mar 2007 | Mount Lemmon | Mount Lemmon Survey | —         | MPC                           |
| 411487     | 2011 AF47  | 25 abr 2007 | Kitt Peak    | Spacewatch          | Brangane  | MPC                           |
| 411488     | 2011 AV48  | 10 nov 2009 | Kitt Peak    | Spacewatch          | —         | MPC                           |
| 411489     | 2011 AJ50  | 6 dez 2010  | Mount Lemmon | Mount Lemmon Survey | Brangane  | MPC                           |
| 411490     | 2011 AG52  | 7 dez 2010  | Mount Lemmon | Mount Lemmon Survey | —         | MPC                           |
| 411491     | 2011 AR54  | 21 nov 2005 | Kitt Peak    | Spacewatch          | —         | MPC                           |
| 411492     | 2011 AW59  | 12 jan 2011 | Mount Lemmon | Mount Lemmon Survey | —         | MPC                           |
| 411493     | 2011 AX59  | 7 ago 2008  | Kitt Peak    | Spacewatch          | —         | MPC                           |
| 411494     | 2011 AQ60  | 6 dez 2010  | Mount Lemmon | Mount Lemmon Survey | —         | MPC                           |
| 411495     | 2011 AJ63  | 9 dez 2010  | Mount Lemmon | Mount Lemmon Survey | —         | MPC                           |
| 411496     | 2011 AK63  | 18 set 2003 | Kitt Peak    | Spacewatch          | —         | MPC                           |
| 411497     | 2011 AG70  | 13 jan 2011 | Mount Lemmon | Mount Lemmon Survey | Brangane  | MPC                           |
| 411498     | 2011 AW72  | 10 dez 2010 | Mount Lemmon | Mount Lemmon Survey | —         | MPC                           |
| 411499     | 2011 AB73  | 17 jan 2007 | Catalina     | CSS                 | —         | MPC                           |
| 411500     | 2011 AJ73  | 24 nov 2006 | Mount Lemmon | Mount Lemmon Survey | —         | MPC                           |

## 411501–411600
| Designação | Designação | Descoberta  | Descoberta    | Descobridor(es)     | Categoria  | Mais informações / Referência |
| Permanente | Provisória | Data        | Local         | Descobridor(es)     | Categoria  | Mais informações / Referência |
| ---------- | ---------- | ----------- | ------------- | ------------------- | ---------- | ----------------------------- |
| 411501     | 2011 AN73  | 29 jul 2008 | Mount Lemmon  | Mount Lemmon Survey | Brangane   | MPC                           |
| 411502     | 2011 AV76  | 7 nov 2010  | Mount Lemmon  | Mount Lemmon Survey | —          | MPC                           |
| 411503     | 2011 AK77  | 10 jan 2011 | Mount Lemmon  | Mount Lemmon Survey | —          | MPC                           |
| 411504     | 2011 AK78  | 3 fev 2000  | Kitt Peak     | Spacewatch          | Ursula     | MPC                           |
| 411505     | 2011 BU6   | 11 dez 2001 | Socorro       | LINEAR              | —          | MPC                           |
| 411506     | 2011 BY8   | 13 dez 1999 | Kitt Peak     | Spacewatch          | —          | MPC                           |
| 411507     | 2011 BT10  | 16 dez 2004 | Socorro       | LINEAR              | —          | MPC                           |
| 411508     | 2011 BT13  | 27 jan 2006 | Mount Lemmon  | Mount Lemmon Survey | —          | MPC                           |
| 411509     | 2011 BG15  | 18 jan 2010 | WISE          | WISE                | —          | MPC                           |
| 411510     | 2011 BR18  | 15 out 1993 | Kitt Peak     | Spacewatch          | —          | MPC                           |
| 411511     | 2011 BN22  | 9 nov 2009  | Catalina      | CSS                 | —          | MPC                           |
| 411512     | 2011 BX26  | 14 jan 2011 | Kitt Peak     | Spacewatch          | —          | MPC                           |
| 411513     | 2011 BA33  | 16 jan 2000 | Kitt Peak     | Spacewatch          | —          | MPC                           |
| 411514     | 2011 BZ36  | 30 jul 2008 | Mount Lemmon  | Mount Lemmon Survey | —          | MPC                           |
| 411515     | 2011 BA38  | 28 jan 2011 | Mount Lemmon  | Mount Lemmon Survey | —          | MPC                           |
| 411516     | 2011 BL38  | 4 set 2008  | Kitt Peak     | Spacewatch          | —          | MPC                           |
| 411517     | 2011 BT42  | 23 nov 2009 | Mount Lemmon  | Mount Lemmon Survey | —          | MPC                           |
| 411518     | 2011 BS47  | 5 mar 1997  | Kitt Peak     | Spacewatch          | —          | MPC                           |
| 411519     | 2011 BA49  | 24 fev 2006 | Kitt Peak     | Spacewatch          | —          | MPC                           |
| 411520     | 2011 BF51  | 15 dez 2004 | Kitt Peak     | Spacewatch          | Ursula     | MPC                           |
| 411521     | 2011 BZ55  | 14 jan 2011 | Kitt Peak     | Spacewatch          | —          | MPC                           |
| 411522     | 2011 BJ56  | 5 dez 2010  | Mount Lemmon  | Mount Lemmon Survey | —          | MPC                           |
| 411523     | 2011 BR78  | 4 out 2003  | Kitt Peak     | Spacewatch          | —          | MPC                           |
| 411524     | 2011 BZ80  | 26 jan 2006 | Kitt Peak     | Spacewatch          | —          | MPC                           |
| 411525     | 2011 BV81  | 17 dez 1999 | Kitt Peak     | Spacewatch          | —          | MPC                           |
| 411526     | 2011 BY81  | 25 mar 2006 | Mount Lemmon  | Mount Lemmon Survey | —          | MPC                           |
| 411527     | 2011 BZ82  | 25 nov 2005 | Catalina      | CSS                 | —          | MPC                           |
| 411528     | 2011 BF89  | 24 abr 2007 | Mount Lemmon  | Mount Lemmon Survey | —          | MPC                           |
| 411529     | 2011 BD92  | 11 dez 2004 | Kitt Peak     | Spacewatch          | —          | MPC                           |
| 411530     | 2011 BX93  | 3 set 2008  | Kitt Peak     | Spacewatch          | —          | MPC                           |
| 411531     | 2011 BD96  | 2 out 2009  | Mount Lemmon  | Mount Lemmon Survey | —          | MPC                           |
| 411532     | 2011 BK101 | 25 jan 2010 | WISE          | WISE                | —          | MPC                           |
| 411533     | 2011 BX102 | 8 jan 2011  | Mount Lemmon  | Mount Lemmon Survey | —          | MPC                           |
| 411534     | 2011 BM107 | 16 nov 2009 | Kitt Peak     | Spacewatch          | —          | MPC                           |
| 411535     | 2011 BQ114 | 2 out 2009  | Mount Lemmon  | Mount Lemmon Survey | Brangane   | MPC                           |
| 411536     | 2011 BS114 | 27 jan 2000 | Kitt Peak     | Spacewatch          | Eos        | MPC                           |
| 411537     | 2011 BF115 | 5 dez 2010  | Mount Lemmon  | Mount Lemmon Survey | —          | MPC                           |
| 411538     | 2011 BR116 | 26 out 2005 | Kitt Peak     | Spacewatch          | —          | MPC                           |
| 411539     | 2011 BW119 | 1 nov 2010  | Mount Lemmon  | Mount Lemmon Survey | —          | MPC                           |
| 411540     | 2011 BK122 | 27 jan 2010 | WISE          | WISE                | —          | MPC                           |
| 411541     | 2011 BM124 | 2 set 2008  | Kitt Peak     | Spacewatch          | —          | MPC                           |
| 411542     | 2011 BQ136 | 8 jan 2011  | Mount Lemmon  | Mount Lemmon Survey | —          | MPC                           |
| 411543     | 2011 BK143 | 8 dez 2010  | Mount Lemmon  | Mount Lemmon Survey | —          | MPC                           |
| 411544     | 2011 CW1   | 30 mar 2000 | Kitt Peak     | Spacewatch          | —          | MPC                           |
| 411545     | 2011 CD5   | 8 jan 2006  | Mount Lemmon  | Mount Lemmon Survey | —          | MPC                           |
| 411546     | 2011 CQ6   | 11 nov 2009 | Kitt Peak     | Spacewatch          | —          | MPC                           |
| 411547     | 2011 CX13  | 13 jan 1999 | Kitt Peak     | Spacewatch          | —          | MPC                           |
| 411548     | 2011 CE15  | 14 jan 2011 | Kitt Peak     | Spacewatch          | —          | MPC                           |
| 411549     | 2011 CV30  | 2 fev 2006  | Kitt Peak     | Spacewatch          | —          | MPC                           |
| 411550     | 2011 CB43  | 8 dez 2005  | Kitt Peak     | Spacewatch          | —          | MPC                           |
| 411551     | 2011 CF44  | 10 set 2004 | Kitt Peak     | Spacewatch          | —          | MPC                           |
| 411552     | 2011 CE47  | 25 set 2000 | Anderson Mesa | LONEOS              | Ino        | MPC                           |
| 411553     | 2011 CD51  | 14 mar 2007 | Catalina      | CSS                 | —          | MPC                           |
| 411554     | 2011 CX58  | 1 fev 2000  | Kitt Peak     | Spacewatch          | —          | MPC                           |
| 411555     | 2011 CA60  | 2 fev 2006  | Kitt Peak     | Spacewatch          | —          | MPC                           |
| 411556     | 2011 CA64  | 2 abr 2006  | Kitt Peak     | Spacewatch          | —          | MPC                           |
| 411557     | 2011 CC70  | 1 dez 2010  | Catalina      | CSS                 | —          | MPC                           |
| 411558     | 2011 CF74  | 8 jan 2006  | Mount Lemmon  | Mount Lemmon Survey | —          | MPC                           |
| 411559     | 2011 CH75  | 20 set 2003 | Kitt Peak     | Spacewatch          | —          | MPC                           |
| 411560     | 2011 CK76  | 1 out 2009  | Mount Lemmon  | Mount Lemmon Survey | —          | MPC                           |
| 411561     | 2011 CV78  | 21 mai 2006 | Kitt Peak     | Spacewatch          | —          | MPC                           |
| 411562     | 2011 CN79  | 26 set 1995 | Kitt Peak     | Spacewatch          | —          | MPC                           |
| 411563     | 2011 CJ87  | 12 dez 2004 | Kitt Peak     | Spacewatch          | —          | MPC                           |
| 411564     | 2011 CG101 | 24 out 2009 | Kitt Peak     | Spacewatch          | Ursula     | MPC                           |
| 411565     | 2011 CR105 | 18 jan 2005 | Kitt Peak     | Spacewatch          | —          | MPC                           |
| 411566     | 2011 CE109 | 20 dez 2004 | Mount Lemmon  | Mount Lemmon Survey | —          | MPC                           |
| 411567     | 2011 CV110 | 6 set 2008  | Mount Lemmon  | Mount Lemmon Survey | —          | MPC                           |
| 411568     | 2011 DA22  | 2 abr 2006  | Anderson Mesa | LONEOS              | —          | MPC                           |
| 411569     | 2011 DD48  | 14 mar 2000 | Kitt Peak     | Spacewatch          | —          | MPC                           |
| 411570     | 2011 DM48  | 21 out 2003 | Kitt Peak     | Spacewatch          | —          | MPC                           |
| 411571     | 2011 DS49  | 9 fev 2005  | Mount Lemmon  | Mount Lemmon Survey | —          | MPC                           |
| 411572     | 2011 DE50  | 1 nov 2000  | Socorro       | LINEAR              | —          | MPC                           |
| 411573     | 2011 DG50  | 3 abr 2000  | Kitt Peak     | Spacewatch          | —          | MPC                           |
| 411574     | 2011 DH51  | 27 set 2003 | Kitt Peak     | Spacewatch          | —          | MPC                           |
| 411575     | 2011 ED7   | 28 jan 2011 | Mount Lemmon  | Mount Lemmon Survey | —          | MPC                           |
| 411576     | 2011 EU8   | 15 out 2009 | Catalina      | CSS                 | —          | MPC                           |
| 411577     | 2011 EG11  | 24 abr 2006 | Anderson Mesa | LONEOS              | —          | MPC                           |
| 411578     | 2011 ED16  | 19 nov 2009 | Mount Lemmon  | Mount Lemmon Survey | —          | MPC                           |
| 411579     | 2011 EM17  | 21 set 2003 | Kitt Peak     | Spacewatch          | —          | MPC                           |
| 411580     | 2011 EO19  | 25 fev 2006 | Mount Lemmon  | Mount Lemmon Survey | —          | MPC                           |
| 411581     | 2011 EP21  | 12 dez 2004 | Kitt Peak     | Spacewatch          | —          | MPC                           |
| 411582     | 2011 EO26  | 12 out 2009 | Mount Lemmon  | Mount Lemmon Survey | —          | MPC                           |
| 411583     | 2011 EN36  | 3 mar 2005  | Kitt Peak     | Spacewatch          | —          | MPC                           |
| 411584     | 2011 ES41  | 24 out 2003 | Socorro       | LINEAR              | —          | MPC                           |
| 411585     | 2011 EF50  | 15 nov 2003 | Kitt Peak     | Spacewatch          | —          | MPC                           |
| 411586     | 2011 ED58  | 8 jan 2010  | Kitt Peak     | Spacewatch          | —          | MPC                           |
| 411587     | 2011 EY58  | 26 nov 2003 | Kitt Peak     | Spacewatch          | —          | MPC                           |
| 411588     | 2011 EJ63  | 30 set 2009 | Mount Lemmon  | Mount Lemmon Survey | —          | MPC                           |
| 411589     | 2011 EE71  | 23 nov 2009 | Catalina      | CSS                 | —          | MPC                           |
| 411590     | 2011 EY73  | 21 nov 2005 | Kitt Peak     | Spacewatch          | —          | MPC                           |
| 411591     | 2011 EQ76  | 15 jan 2005 | Socorro       | LINEAR              | —          | MPC                           |
| 411592     | 2011 ED77  | 11 fev 2010 | WISE          | WISE                | Euphrosyne | MPC                           |
| 411593     | 2011 FU    | 2 out 2008  | Catalina      | CSS                 | —          | MPC                           |
| 411594     | 2011 FQ4   | 9 mar 2005  | Mount Lemmon  | Mount Lemmon Survey | Brangane   | MPC                           |
| 411595     | 2011 FA15  | 27 set 1998 | Kitt Peak     | Spacewatch          | —          | MPC                           |
| 411596     | 2011 FM62  | 21 dez 2004 | Catalina      | CSS                 | —          | MPC                           |
| 411597     | 2011 FU73  | 2 mar 2010  | WISE          | WISE                | —          | MPC                           |
| 411598     | 2011 FU94  | 27 set 2003 | Kitt Peak     | Spacewatch          | —          | MPC                           |
| 411599     | 2011 FA127 | 31 jan 2010 | WISE          | WISE                | —          | MPC                           |
| 411600     | 2011 FK130 | 14 dez 2004 | Kitt Peak     | Spacewatch          | —          | MPC                           |

## 411601–411700
| Designação | Designação | Descoberta  | Descoberta    | Descobridor(es)     | Categoria | Mais informações / Referência |
| Permanente | Provisória | Data        | Local         | Descobridor(es)     | Categoria | Mais informações / Referência |
| ---------- | ---------- | ----------- | ------------- | ------------------- | --------- | ----------------------------- |
| 411601     | 2011 FE154 | 23 nov 2006 | Kitt Peak     | Spacewatch          | —         | MPC                           |
| 411602     | 2011 GY45  | 6 out 2008  | Mount Lemmon  | Mount Lemmon Survey | —         | MPC                           |
| 411603     | 2011 GT59  | 20 out 2003 | Kitt Peak     | Spacewatch          | —         | MPC                           |
| 411604     | 2011 GD75  | 23 set 2008 | Mount Lemmon  | Mount Lemmon Survey | —         | MPC                           |
| 411605     | 2011 GA77  | 24 set 2008 | Kitt Peak     | Spacewatch          | —         | MPC                           |
| 411606     | 2011 GP86  | 28 fev 2010 | WISE          | WISE                | —         | MPC                           |
| 411607     | 2011 HZ85  | 29 abr 2006 | Kitt Peak     | Spacewatch          | —         | MPC                           |
| 411608     | 2011 JU24  | 8 abr 2011  | Kitt Peak     | Spacewatch          | —         | MPC                           |
| 411609     | 2011 JF27  | 4 nov 2007  | Mount Lemmon  | Mount Lemmon Survey | —         | MPC                           |
| 411610     | 2011 OM59  | 22 out 2003 | Kitt Peak     | Spacewatch          | —         | MPC                           |
| 411611     | 2011 QF14  | 22 ago 2011 | La Sagra      | Mallorca Obs.       | —         | MPC                           |
| 411612     | 2011 QE31  | 15 mai 2010 | WISE          | WISE                | —         | MPC                           |
| 411613     | 2011 SZ84  | 21 set 2011 | Kitt Peak     | Spacewatch          | —         | MPC                           |
| 411614     | 2011 SU105 | 21 nov 2008 | Mount Lemmon  | Mount Lemmon Survey | —         | MPC                           |
| 411615     | 2011 SN141 | 18 set 1995 | Kitt Peak     | Spacewatch          | —         | MPC                           |
| 411616     | 2011 SK142 | 21 set 2011 | Kitt Peak     | Spacewatch          | —         | MPC                           |
| 411617     | 2011 SN183 | 29 out 2005 | Kitt Peak     | Spacewatch          | —         | MPC                           |
| 411618     | 2011 SB188 | 22 set 2011 | Kitt Peak     | Spacewatch          | —         | MPC                           |
| 411619     | 2011 UA8   | 22 dez 2008 | Kitt Peak     | Spacewatch          | —         | MPC                           |
| 411620     | 2011 UJ27  | 16 mar 2010 | Catalina      | CSS                 | —         | MPC                           |
| 411621     | 2011 UZ29  | 18 out 2011 | Mount Lemmon  | Mount Lemmon Survey | —         | MPC                           |
| 411622     | 2011 UE37  | 2 fev 2009  | Kitt Peak     | Spacewatch          | —         | MPC                           |
| 411623     | 2011 UM38  | 5 dez 2005  | Kitt Peak     | Spacewatch          | —         | MPC                           |
| 411624     | 2011 UQ56  | 2 fev 2006  | Mount Lemmon  | Mount Lemmon Survey | —         | MPC                           |
| 411625     | 2011 US61  | 17 nov 2001 | Socorro       | LINEAR              | —         | MPC                           |
| 411626     | 2011 UW72  | 18 out 2011 | Mount Lemmon  | Mount Lemmon Survey | —         | MPC                           |
| 411627     | 2011 UV79  | 19 out 2011 | Kitt Peak     | Spacewatch          | —         | MPC                           |
| 411628     | 2011 UW89  | 21 out 2011 | Mount Lemmon  | Mount Lemmon Survey | —         | MPC                           |
| 411629     | 2011 UW113 | 4 mai 2010  | Catalina      | CSS                 | —         | MPC                           |
| 411630     | 2011 UW134 | 30 dez 2008 | Mount Lemmon  | Mount Lemmon Survey | —         | MPC                           |
| 411631     | 2011 UD156 | 31 dez 2008 | Kitt Peak     | Spacewatch          | —         | MPC                           |
| 411632     | 2011 UY162 | 30 dez 2008 | Mount Lemmon  | Mount Lemmon Survey | —         | MPC                           |
| 411633     | 2011 UJ187 | 24 nov 2008 | Mount Lemmon  | Mount Lemmon Survey | —         | MPC                           |
| 411634     | 2011 UM202 | 14 dez 2004 | Kitt Peak     | Spacewatch          | —         | MPC                           |
| 411635     | 2011 UQ231 | 13 mar 2010 | Kitt Peak     | Spacewatch          | —         | MPC                           |
| 411636     | 2011 UZ245 | 26 out 2011 | Kitt Peak     | Spacewatch          | —         | MPC                           |
| 411637     | 2011 UO246 | 23 set 2011 | Kitt Peak     | Spacewatch          | —         | MPC                           |
| 411638     | 2011 UH247 | 26 jan 2006 | Kitt Peak     | Spacewatch          | —         | MPC                           |
| 411639     | 2011 UW261 | 16 out 2007 | Mount Lemmon  | Mount Lemmon Survey | —         | MPC                           |
| 411640     | 2011 UY268 | 21 set 2011 | Kitt Peak     | Spacewatch          | —         | MPC                           |
| 411641     | 2011 UB269 | 19 out 2011 | Kitt Peak     | Spacewatch          | —         | MPC                           |
| 411642     | 2011 UE279 | 30 dez 2008 | Kitt Peak     | Spacewatch          | —         | MPC                           |
| 411643     | 2011 UW292 | 30 dez 2008 | Mount Lemmon  | Mount Lemmon Survey | —         | MPC                           |
| 411644     | 2011 UP296 | 7 jan 2006  | Kitt Peak     | Spacewatch          | —         | MPC                           |
| 411645     | 2011 UH311 | 31 mar 2010 | WISE          | WISE                | —         | MPC                           |
| 411646     | 2011 UX321 | 31 out 2011 | XuYi          | PMO NEO             | —         | MPC                           |
| 411647     | 2011 US347 | 29 set 2011 | Kitt Peak     | Spacewatch          | —         | MPC                           |
| 411648     | 2011 US349 | 17 jan 2009 | Catalina      | CSS                 | —         | MPC                           |
| 411649     | 2011 US351 | 20 set 2011 | Mount Lemmon  | Mount Lemmon Survey | —         | MPC                           |
| 411650     | 2011 UW358 | 22 dez 2008 | Catalina      | CSS                 | —         | MPC                           |
| 411651     | 2011 UU359 | 27 fev 2006 | Kitt Peak     | Spacewatch          | —         | MPC                           |
| 411652     | 2011 VX11  | 31 dez 2008 | Kitt Peak     | Spacewatch          | —         | MPC                           |
| 411653     | 2011 VC14  | 10 dez 2004 | Kitt Peak     | Spacewatch          | —         | MPC                           |
| 411654     | 2011 VG20  | 12 mai 2010 | Kitt Peak     | Spacewatch          | —         | MPC                           |
| 411655     | 2011 WW4   | 1 ago 1995  | Kitt Peak     | Spacewatch          | —         | MPC                           |
| 411656     | 2011 WR8   | 22 dez 2008 | Mount Lemmon  | Mount Lemmon Survey | —         | MPC                           |
| 411657     | 2011 WG15  | 4 mai 2009  | Mount Lemmon  | Mount Lemmon Survey | Flora     | MPC                           |
| 411658     | 2011 WD19  | 17 nov 2011 | Kitt Peak     | Spacewatch          | —         | MPC                           |
| 411659     | 2011 WL19  | 17 nov 2011 | Kitt Peak     | Spacewatch          | —         | MPC                           |
| 411660     | 2011 WE21  | 11 out 2007 | Kitt Peak     | Spacewatch          | —         | MPC                           |
| 411661     | 2011 WM29  | 14 out 2007 | Mount Lemmon  | Mount Lemmon Survey | —         | MPC                           |
| 411662     | 2011 WJ48  | 9 mar 2005  | Kitt Peak     | Spacewatch          | —         | MPC                           |
| 411663     | 2011 WC59  | 22 set 2001 | Kitt Peak     | Spacewatch          | —         | MPC                           |
| 411664     | 2011 WJ61  | 30 nov 2008 | Mount Lemmon  | Mount Lemmon Survey | —         | MPC                           |
| 411665     | 2011 WL63  | 30 jan 2009 | Mount Lemmon  | Mount Lemmon Survey | —         | MPC                           |
| 411666     | 2011 WC67  | 17 set 2004 | Anderson Mesa | LONEOS              | —         | MPC                           |
| 411667     | 2011 WZ68  | 24 set 2000 | Anderson Mesa | LONEOS              | —         | MPC                           |
| 411668     | 2011 WQ71  | 20 nov 2004 | Kitt Peak     | Spacewatch          | —         | MPC                           |
| 411669     | 2011 WA80  | 30 out 2011 | Mount Lemmon  | Mount Lemmon Survey | —         | MPC                           |
| 411670     | 2011 WR86  | 22 jan 2006 | Mount Lemmon  | Mount Lemmon Survey | —         | MPC                           |
| 411671     | 2011 WZ97  | 24 nov 2008 | Mount Lemmon  | Mount Lemmon Survey | —         | MPC                           |
| 411672     | 2011 WR102 | 10 ago 2004 | Socorro       | LINEAR              | —         | MPC                           |
| 411673     | 2011 WQ105 | 22 dez 2008 | Kitt Peak     | Spacewatch          | —         | MPC                           |
| 411674     | 2011 WP112 | 28 out 2011 | Mount Lemmon  | Mount Lemmon Survey | —         | MPC                           |
| 411675     | 2011 WG116 | 15 out 1995 | Kitt Peak     | Spacewatch          | —         | MPC                           |
| 411676     | 2011 WS120 | 18 jan 2009 | Catalina      | CSS                 | —         | MPC                           |
| 411677     | 2011 WZ134 | 2 mar 2009  | Mount Lemmon  | Mount Lemmon Survey | —         | MPC                           |
| 411678     | 2011 WK137 | 5 dez 2007  | Kitt Peak     | Spacewatch          | —         | MPC                           |
| 411679     | 2011 YT1   | 19 out 2007 | Mount Lemmon  | Mount Lemmon Survey | —         | MPC                           |
| 411680     | 2011 YK8   | 20 fev 2009 | Mount Lemmon  | Mount Lemmon Survey | —         | MPC                           |
| 411681     | 2011 YJ11  | 29 jan 2009 | Mount Lemmon  | Mount Lemmon Survey | —         | MPC                           |
| 411682     | 2011 YT16  | 9 set 2007  | Kitt Peak     | Spacewatch          | —         | MPC                           |
| 411683     | 2011 YC17  | 1 fev 2005  | Kitt Peak     | Spacewatch          | —         | MPC                           |
| 411684     | 2011 YQ23  | 18 dez 2004 | Mount Lemmon  | Mount Lemmon Survey | —         | MPC                           |
| 411685     | 2011 YO25  | 24 dez 2011 | Catalina      | CSS                 | —         | MPC                           |
| 411686     | 2011 YW25  | 4 abr 2005  | Catalina      | CSS                 | —         | MPC                           |
| 411687     | 2011 YZ25  | 25 dez 2011 | Kitt Peak     | Spacewatch          | —         | MPC                           |
| 411688     | 2011 YT31  | 4 fev 2005  | Mount Lemmon  | Mount Lemmon Survey | —         | MPC                           |
| 411689     | 2011 YW33  | 2 fev 2009  | Kitt Peak     | Spacewatch          | —         | MPC                           |
| 411690     | 2011 YN35  | 26 dez 2011 | Kitt Peak     | Spacewatch          | —         | MPC                           |
| 411691     | 2011 YG37  | 26 dez 2011 | Kitt Peak     | Spacewatch          | —         | MPC                           |
| 411692     | 2011 YV40  | 18 jan 2008 | Mount Lemmon  | Mount Lemmon Survey | —         | MPC                           |
| 411693     | 2011 YD41  | 30 abr 2006 | Kitt Peak     | Spacewatch          | —         | MPC                           |
| 411694     | 2011 YS41  | 6 mai 2006  | Mount Lemmon  | Mount Lemmon Survey | —         | MPC                           |
| 411695     | 2011 YB49  | 19 jan 2005 | Kitt Peak     | Spacewatch          | —         | MPC                           |
| 411696     | 2011 YR50  | 11 mar 2005 | Mount Lemmon  | Mount Lemmon Survey | —         | MPC                           |
| 411697     | 2011 YH51  | 19 jan 2008 | Mount Lemmon  | Mount Lemmon Survey | —         | MPC                           |
| 411698     | 2011 YM53  | 19 nov 2003 | Kitt Peak     | Spacewatch          | Mitidika  | MPC                           |
| 411699     | 2011 YM57  | 3 jan 2001  | Kitt Peak     | Spacewatch          | —         | MPC                           |
| 411700     | 2011 YV57  | 12 mar 2008 | Mount Lemmon  | Mount Lemmon Survey | —         | MPC                           |

## 411701–411800
| Designação | Designação | Descoberta  | Descoberta    | Descobridor(es)     | Categoria   | Mais informações / Referência |
| Permanente | Provisória | Data        | Local         | Descobridor(es)     | Categoria   | Mais informações / Referência |
| ---------- | ---------- | ----------- | ------------- | ------------------- | ----------- | ----------------------------- |
| 411701     | 2011 YH60  | 19 nov 2007 | Kitt Peak     | Spacewatch          | —           | MPC                           |
| 411702     | 2011 YO60  | 17 set 2006 | Kitt Peak     | Spacewatch          | —           | MPC                           |
| 411703     | 2011 YT67  | 21 out 2006 | Kitt Peak     | Spacewatch          | —           | MPC                           |
| 411704     | 2011 YU67  | 18 abr 2009 | Kitt Peak     | Spacewatch          | —           | MPC                           |
| 411705     | 2011 YN69  | 16 abr 2004 | Siding Spring | SSS                 | —           | MPC                           |
| 411706     | 2011 YS69  | 1 mar 2005  | Catalina      | CSS                 | —           | MPC                           |
| 411707     | 2011 YB70  | 2 mai 2008  | Siding Spring | SSS                 | —           | MPC                           |
| 411708     | 2011 YR78  | 16 dez 2007 | Kitt Peak     | Spacewatch          | —           | MPC                           |
| 411709     | 2011 YU78  | 30 out 1999 | Kitt Peak     | Spacewatch          | —           | MPC                           |
| 411710     | 2012 AQ2   | 10 out 2007 | Mount Lemmon  | Mount Lemmon Survey | —           | MPC                           |
| 411711     | 2012 AX4   | 1 jan 2008  | Mount Lemmon  | Mount Lemmon Survey | —           | MPC                           |
| 411712     | 2012 AK8   | 14 nov 2007 | Kitt Peak     | Spacewatch          | Mitidika    | MPC                           |
| 411713     | 2012 AY18  | 18 nov 2006 | Mount Lemmon  | Mount Lemmon Survey | —           | MPC                           |
| 411714     | 2012 AU20  | 18 out 2007 | Kitt Peak     | Spacewatch          | Mitidika    | MPC                           |
| 411715     | 2012 AU23  | 6 nov 2007  | Mount Lemmon  | Mount Lemmon Survey | —           | MPC                           |
| 411716     | 2012 BE4   | 10 jan 2008 | Mount Lemmon  | Mount Lemmon Survey | —           | MPC                           |
| 411717     | 2012 BL8   | 12 fev 2004 | Kitt Peak     | Spacewatch          | —           | MPC                           |
| 411718     | 2012 BP14  | 12 ago 2010 | Kitt Peak     | Spacewatch          | —           | MPC                           |
| 411719     | 2012 BU14  | 18 nov 2007 | Mount Lemmon  | Mount Lemmon Survey | Mitidika    | MPC                           |
| 411720     | 2012 BS15  | 2 out 2003  | Kitt Peak     | Spacewatch          | —           | MPC                           |
| 411721     | 2012 BL19  | 11 set 2007 | Mount Lemmon  | Mount Lemmon Survey | —           | MPC                           |
| 411722     | 2012 BC21  | 2 set 2010  | Mount Lemmon  | Mount Lemmon Survey | —           | MPC                           |
| 411723     | 2012 BM21  | 20 fev 2001 | Kitt Peak     | Spacewatch          | Mitidika    | MPC                           |
| 411724     | 2012 BK26  | 30 out 2010 | Catalina      | CSS                 | —           | MPC                           |
| 411725     | 2012 BH28  | 16 dez 2007 | Kitt Peak     | Spacewatch          | —           | MPC                           |
| 411726     | 2012 BQ29  | 23 fev 2001 | Kitt Peak     | Spacewatch          | —           | MPC                           |
| 411727     | 2012 BG38  | 11 mar 2005 | Mount Lemmon  | Mount Lemmon Survey | —           | MPC                           |
| 411728     | 2012 BT41  | 20 nov 2007 | Mount Lemmon  | Mount Lemmon Survey | —           | MPC                           |
| 411729     | 2012 BU51  | 18 nov 2006 | Kitt Peak     | Spacewatch          | —           | MPC                           |
| 411730     | 2012 BA52  | 7 nov 2007  | Mount Lemmon  | Mount Lemmon Survey | —           | MPC                           |
| 411731     | 2012 BN52  | 26 set 2006 | Mount Lemmon  | Mount Lemmon Survey | —           | MPC                           |
| 411732     | 2012 BE54  | 11 nov 2007 | Mount Lemmon  | Mount Lemmon Survey | —           | MPC                           |
| 411733     | 2012 BK54  | 16 jan 2001 | Kitt Peak     | Spacewatch          | —           | MPC                           |
| 411734     | 2012 BP55  | 30 ago 2005 | Kitt Peak     | Spacewatch          | —           | MPC                           |
| 411735     | 2012 BE56  | 30 abr 2008 | Kitt Peak     | Spacewatch          | —           | MPC                           |
| 411736     | 2012 BF56  | 1 out 2005  | Mount Lemmon  | Mount Lemmon Survey | —           | MPC                           |
| 411737     | 2012 BA69  | 21 jan 2012 | Kitt Peak     | Spacewatch          | —           | MPC                           |
| 411738     | 2012 BB70  | 2 abr 2005  | Kitt Peak     | Spacewatch          | Nysa-Polana | MPC                           |
| 411739     | 2012 BG70  | 7 abr 2005  | Kitt Peak     | Spacewatch          | Mitidika    | MPC                           |
| 411740     | 2012 BV72  | 27 dez 2011 | Mount Lemmon  | Mount Lemmon Survey | —           | MPC                           |
| 411741     | 2012 BV82  | 19 dez 2003 | Kitt Peak     | Spacewatch          | —           | MPC                           |
| 411742     | 2012 BY83  | 31 out 2010 | Mount Lemmon  | Mount Lemmon Survey | —           | MPC                           |
| 411743     | 2012 BN87  | 10 ago 2010 | Kitt Peak     | Spacewatch          | —           | MPC                           |
| 411744     | 2012 BF88  | 13 fev 2004 | Kitt Peak     | Spacewatch          | —           | MPC                           |
| 411745     | 2012 BM89  | 13 nov 2007 | Kitt Peak     | Spacewatch          | —           | MPC                           |
| 411746     | 2012 BM94  | 30 set 2003 | Kitt Peak     | Spacewatch          | Mitidika    | MPC                           |
| 411747     | 2012 BG95  | 29 jan 2009 | Mount Lemmon  | Mount Lemmon Survey | —           | MPC                           |
| 411748     | 2012 BA96  | 16 dez 2007 | Kitt Peak     | Spacewatch          | Meliboea    | MPC                           |
| 411749     | 2012 BM100 | 20 dez 2004 | Mount Lemmon  | Mount Lemmon Survey | —           | MPC                           |
| 411750     | 2012 BE104 | 2 fev 2000  | Socorro       | LINEAR              | —           | MPC                           |
| 411751     | 2012 BH107 | 29 jan 1995 | Kitt Peak     | Spacewatch          | —           | MPC                           |
| 411752     | 2012 BS108 | 27 set 2003 | Kitt Peak     | Spacewatch          | —           | MPC                           |
| 411753     | 2012 BT108 | 22 out 2006 | Kitt Peak     | Spacewatch          | —           | MPC                           |
| 411754     | 2012 BA109 | 13 nov 2007 | Mount Lemmon  | Mount Lemmon Survey | —           | MPC                           |
| 411755     | 2012 BD109 | 13 dez 2006 | Mount Lemmon  | Mount Lemmon Survey | —           | MPC                           |
| 411756     | 2012 BR109 | 19 nov 2003 | Socorro       | LINEAR              | —           | MPC                           |
| 411757     | 2012 BT109 | 18 jan 2012 | Kitt Peak     | Spacewatch          | —           | MPC                           |
| 411758     | 2012 BV109 | 1 dez 2003  | Kitt Peak     | Spacewatch          | —           | MPC                           |
| 411759     | 2012 BP110 | 29 out 2010 | Kitt Peak     | Spacewatch          | —           | MPC                           |
| 411760     | 2012 BB120 | 12 jan 2008 | Kitt Peak     | Spacewatch          | —           | MPC                           |
| 411761     | 2012 BB122 | 30 jan 2012 | Kitt Peak     | Spacewatch          | —           | MPC                           |
| 411762     | 2012 BZ124 | 23 nov 2006 | Mount Lemmon  | Mount Lemmon Survey | —           | MPC                           |
| 411763     | 2012 BV126 | 17 fev 2007 | Kitt Peak     | Spacewatch          | —           | MPC                           |
| 411764     | 2012 BT128 | 16 nov 1998 | Kitt Peak     | Spacewatch          | —           | MPC                           |
| 411765     | 2012 BV129 | 19 nov 2003 | Socorro       | LINEAR              | —           | MPC                           |
| 411766     | 2012 BJ130 | 8 out 2010  | Kitt Peak     | Spacewatch          | —           | MPC                           |
| 411767     | 2012 BN132 | 30 mar 2008 | Catalina      | CSS                 | Phocaea     | MPC                           |
| 411768     | 2012 BW132 | 8 nov 2007  | Kitt Peak     | Spacewatch          | —           | MPC                           |
| 411769     | 2012 BH133 | 2 nov 2010  | Mount Lemmon  | Mount Lemmon Survey | —           | MPC                           |
| 411770     | 2012 BE134 | 5 dez 1997  | Caussols      | ODAS                | —           | MPC                           |
| 411771     | 2012 BY137 | 29 out 2010 | Mount Lemmon  | Mount Lemmon Survey | —           | MPC                           |
| 411772     | 2012 BY141 | 22 fev 2004 | Kitt Peak     | Spacewatch          | —           | MPC                           |
| 411773     | 2012 BZ143 | 26 fev 2009 | Kitt Peak     | Spacewatch          | —           | MPC                           |
| 411774     | 2012 BX146 | 23 set 2005 | Kitt Peak     | Spacewatch          | —           | MPC                           |
| 411775     | 2012 BJ148 | 28 mar 2008 | Mount Lemmon  | Mount Lemmon Survey | —           | MPC                           |
| 411776     | 2012 BW148 | 29 jan 2012 | Mount Lemmon  | Mount Lemmon Survey | —           | MPC                           |
| 411777     | 2012 BM149 | 30 set 2003 | Kitt Peak     | Spacewatch          | Mitidika    | MPC                           |
| 411778     | 2012 CZ6   | 14 jan 2012 | Kitt Peak     | Spacewatch          | —           | MPC                           |
| 411779     | 2012 CO7   | 5 mar 2008  | Kitt Peak     | Spacewatch          | —           | MPC                           |
| 411780     | 2012 CW7   | 4 jan 2012  | Mount Lemmon  | Mount Lemmon Survey | —           | MPC                           |
| 411781     | 2012 CM9   | 29 out 2010 | Mount Lemmon  | Mount Lemmon Survey | —           | MPC                           |
| 411782     | 2012 CA10  | 11 out 2010 | Mount Lemmon  | Mount Lemmon Survey | —           | MPC                           |
| 411783     | 2012 CW10  | 28 set 2003 | Kitt Peak     | Spacewatch          | Mitidika    | MPC                           |
| 411784     | 2012 CZ11  | 30 jan 2012 | Kitt Peak     | Spacewatch          | —           | MPC                           |
| 411785     | 2012 CJ13  | 19 abr 2007 | Mount Lemmon  | Mount Lemmon Survey | —           | MPC                           |
| 411786     | 2012 CD16  | 27 fev 2008 | Mount Lemmon  | Mount Lemmon Survey | —           | MPC                           |
| 411787     | 2012 CO16  | 19 jun 2010 | Mount Lemmon  | Mount Lemmon Survey | —           | MPC                           |
| 411788     | 2012 CU17  | 14 nov 2007 | Kitt Peak     | Spacewatch          | Mitidika    | MPC                           |
| 411789     | 2012 CX20  | 19 nov 2006 | Kitt Peak     | Spacewatch          | —           | MPC                           |
| 411790     | 2012 CB23  | 11 out 2010 | Mount Lemmon  | Mount Lemmon Survey | —           | MPC                           |
| 411791     | 2012 CZ25  | 30 set 2003 | Kitt Peak     | Spacewatch          | —           | MPC                           |
| 411792     | 2012 CQ33  | 31 dez 1994 | Kitt Peak     | Spacewatch          | —           | MPC                           |
| 411793     | 2012 CB34  | 30 nov 2003 | Kitt Peak     | Spacewatch          | —           | MPC                           |
| 411794     | 2012 CB40  | 17 fev 2007 | Mount Lemmon  | Mount Lemmon Survey | —           | MPC                           |
| 411795     | 2012 CJ44  | 10 mar 2007 | Kitt Peak     | Spacewatch          | —           | MPC                           |
| 411796     | 2012 CO44  | 27 out 2003 | Kitt Peak     | Spacewatch          | —           | MPC                           |
| 411797     | 2012 CY50  | 15 jan 2008 | Mount Lemmon  | Mount Lemmon Survey | —           | MPC                           |
| 411798     | 2012 CO51  | 13 out 2006 | Kitt Peak     | Spacewatch          | —           | MPC                           |
| 411799     | 2012 CD57  | 9 out 2007  | Kitt Peak     | Spacewatch          | —           | MPC                           |
| 411800     | 2012 CF57  | 19 nov 2003 | Socorro       | LINEAR              | —           | MPC                           |

## 411801–411900
| Designação | Designação | Descoberta  | Descoberta       | Descobridor(es)     | Categoria | Mais informações / Referência |
| Permanente | Provisória | Data        | Local            | Descobridor(es)     | Categoria | Mais informações / Referência |
| ---------- | ---------- | ----------- | ---------------- | ------------------- | --------- | ----------------------------- |
| 411801     | 2012 CM57  | 14 fev 2008 | Catalina         | CSS                 | —         | MPC                           |
| 411802     | 2012 DW2   | 10 jan 2007 | Kitt Peak        | Spacewatch          | —         | MPC                           |
| 411803     | 2012 DQ3   | 27 dez 2006 | Mount Lemmon     | Mount Lemmon Survey | —         | MPC                           |
| 411804     | 2012 DF6   | 13 fev 2008 | Mount Lemmon     | Mount Lemmon Survey | Phocaea   | MPC                           |
| 411805     | 2012 DY9   | 15 set 2007 | Mount Lemmon     | Mount Lemmon Survey | —         | MPC                           |
| 411806     | 2012 DD12  | 23 mai 2003 | Kitt Peak        | Spacewatch          | —         | MPC                           |
| 411807     | 2012 DA18  | 19 ago 2006 | Kitt Peak        | Spacewatch          | —         | MPC                           |
| 411808     | 2012 DN22  | 2 jan 2011  | Mount Lemmon     | Mount Lemmon Survey | Brangane  | MPC                           |
| 411809     | 2012 DX24  | 1 nov 2005  | Mount Lemmon     | Mount Lemmon Survey | —         | MPC                           |
| 411810     | 2012 DA25  | 25 jan 2007 | Catalina         | CSS                 | —         | MPC                           |
| 411811     | 2012 DU25  | 4 fev 2006  | Catalina         | CSS                 | —         | MPC                           |
| 411812     | 2012 DT27  | 2 mar 2001  | Anderson Mesa    | LONEOS              | —         | MPC                           |
| 411813     | 2012 DX27  | 24 fev 2003 | Campo Imperatore | CINEOS              | —         | MPC                           |
| 411814     | 2012 DK28  | 5 out 2005  | Mount Lemmon     | Mount Lemmon Survey | —         | MPC                           |
| 411815     | 2012 DG30  | 14 mar 2007 | Mount Lemmon     | Mount Lemmon Survey | —         | MPC                           |
| 411816     | 2012 DP31  | 3 nov 2011  | Mount Lemmon     | Mount Lemmon Survey | —         | MPC                           |
| 411817     | 2012 DF33  | 20 nov 2007 | Mount Lemmon     | Mount Lemmon Survey | —         | MPC                           |
| 411818     | 2012 DR33  | 9 mar 2005  | Mount Lemmon     | Mount Lemmon Survey | —         | MPC                           |
| 411819     | 2012 DO34  | 23 fev 2012 | Kitt Peak        | Spacewatch          | —         | MPC                           |
| 411820     | 2012 DZ36  | 28 set 2003 | Anderson Mesa    | LONEOS              | —         | MPC                           |
| 411821     | 2012 DB37  | 27 jul 2009 | Kitt Peak        | Spacewatch          | —         | MPC                           |
| 411822     | 2012 DO40  | 18 mar 2007 | Kitt Peak        | Spacewatch          | —         | MPC                           |
| 411823     | 2012 DT41  | 6 nov 2010  | Mount Lemmon     | Mount Lemmon Survey | —         | MPC                           |
| 411824     | 2012 DP43  | 13 dez 2006 | Mount Lemmon     | Mount Lemmon Survey | —         | MPC                           |
| 411825     | 2012 DC44  | 22 fev 2012 | Kitt Peak        | Spacewatch          | —         | MPC                           |
| 411826     | 2012 DH44  | 9 out 2010  | Kitt Peak        | Spacewatch          | —         | MPC                           |
| 411827     | 2012 DW45  | 22 jan 2006 | Mount Lemmon     | Mount Lemmon Survey | —         | MPC                           |
| 411828     | 2012 DA47  | 27 mar 2004 | Kitt Peak        | Spacewatch          | —         | MPC                           |
| 411829     | 2012 DD47  | 4 mar 2008  | Mount Lemmon     | Mount Lemmon Survey | —         | MPC                           |
| 411830     | 2012 DL47  | 27 dez 2011 | Mount Lemmon     | Mount Lemmon Survey | —         | MPC                           |
| 411831     | 2012 DX47  | 25 fev 2012 | Kitt Peak        | Spacewatch          | —         | MPC                           |
| 411832     | 2012 DS48  | 19 jan 2012 | Kitt Peak        | Spacewatch          | —         | MPC                           |
| 411833     | 2012 DA50  | 21 fev 2007 | Kitt Peak        | Spacewatch          | —         | MPC                           |
| 411834     | 2012 DT50  | 11 set 2004 | Kitt Peak        | Spacewatch          | —         | MPC                           |
| 411835     | 2012 DZ50  | 11 nov 2010 | Kitt Peak        | Spacewatch          | —         | MPC                           |
| 411836     | 2012 DO51  | 19 fev 2012 | Kitt Peak        | Spacewatch          | —         | MPC                           |
| 411837     | 2012 DY52  | 17 nov 1999 | Kitt Peak        | Spacewatch          | —         | MPC                           |
| 411838     | 2012 DY54  | 27 mar 2003 | Kitt Peak        | Spacewatch          | —         | MPC                           |
| 411839     | 2012 DU55  | 28 jan 2007 | Kitt Peak        | Spacewatch          | —         | MPC                           |
| 411840     | 2012 DW55  | 2 nov 2006  | Mount Lemmon     | Mount Lemmon Survey | —         | MPC                           |
| 411841     | 2012 DU56  | 27 nov 2010 | Mount Lemmon     | Mount Lemmon Survey | —         | MPC                           |
| 411842     | 2012 DP57  | 2 out 1999  | Kitt Peak        | Spacewatch          | —         | MPC                           |
| 411843     | 2012 DU58  | 17 out 2010 | Mount Lemmon     | Mount Lemmon Survey | —         | MPC                           |
| 411844     | 2012 DF59  | 5 nov 2010  | Kitt Peak        | Spacewatch          | —         | MPC                           |
| 411845     | 2012 DU61  | 26 nov 2005 | Kitt Peak        | Spacewatch          | Brangane  | MPC                           |
| 411846     | 2012 DD63  | 6 out 2000  | Kitt Peak        | Spacewatch          | —         | MPC                           |
| 411847     | 2012 DP65  | 16 mar 2004 | Campo Imperatore | CINEOS              | —         | MPC                           |
| 411848     | 2012 DW72  | 6 abr 2008  | Kitt Peak        | Spacewatch          | —         | MPC                           |
| 411849     | 2012 DZ72  | 17 set 2009 | Kitt Peak        | Spacewatch          | —         | MPC                           |
| 411850     | 2012 DP74  | 19 dez 2007 | Mount Lemmon     | Mount Lemmon Survey | —         | MPC                           |
| 411851     | 2012 DV74  | 5 dez 2007  | Catalina         | CSS                 | —         | MPC                           |
| 411852     | 2012 DC75  | 14 out 2010 | Mount Lemmon     | Mount Lemmon Survey | —         | MPC                           |
| 411853     | 2012 DU75  | 3 set 2008  | Kitt Peak        | Spacewatch          | —         | MPC                           |
| 411854     | 2012 DU76  | 31 mar 2003 | Kitt Peak        | Spacewatch          | —         | MPC                           |
| 411855     | 2012 DX76  | 16 set 2001 | Socorro          | LINEAR              | —         | MPC                           |
| 411856     | 2012 DR82  | 27 out 2005 | Kitt Peak        | Spacewatch          | —         | MPC                           |
| 411857     | 2012 DH83  | 29 set 2005 | Kitt Peak        | Spacewatch          | —         | MPC                           |
| 411858     | 2012 DL83  | 8 fev 2008  | Mount Lemmon     | Mount Lemmon Survey | —         | MPC                           |
| 411859     | 2012 DF84  | 21 fev 2007 | Mount Lemmon     | Mount Lemmon Survey | —         | MPC                           |
| 411860     | 2012 DP86  | 16 abr 2001 | Anderson Mesa    | LONEOS              | —         | MPC                           |
| 411861     | 2012 DY86  | 28 ago 2009 | Kitt Peak        | Spacewatch          | —         | MPC                           |
| 411862     | 2012 DY90  | 24 jan 2001 | Kitt Peak        | Spacewatch          | Mitidika  | MPC                           |
| 411863     | 2012 DK92  | 6 abr 1999  | Kitt Peak        | Spacewatch          | —         | MPC                           |
| 411864     | 2012 DT92  | 24 jan 2007 | Mount Lemmon     | Mount Lemmon Survey | —         | MPC                           |
| 411865     | 2012 DL95  | 12 nov 2007 | Mount Lemmon     | Mount Lemmon Survey | —         | MPC                           |
| 411866     | 2012 DQ95  | 20 mar 2007 | Mount Lemmon     | Mount Lemmon Survey | —         | MPC                           |
| 411867     | 2012 DX96  | 23 fev 2007 | Kitt Peak        | Spacewatch          | —         | MPC                           |
| 411868     | 2012 EE    | 26 jul 2010 | WISE             | WISE                | —         | MPC                           |
| 411869     | 2012 EO    | 24 fev 2008 | Mount Lemmon     | Mount Lemmon Survey | —         | MPC                           |
| 411870     | 2012 ES    | 17 out 2009 | Mount Lemmon     | Mount Lemmon Survey | —         | MPC                           |
| 411871     | 2012 EV    | 2 nov 2010  | Mount Lemmon     | Mount Lemmon Survey | —         | MPC                           |
| 411872     | 2012 EG1   | 27 mar 2003 | Kitt Peak        | Spacewatch          | —         | MPC                           |
| 411873     | 2012 EN2   | 16 ago 2009 | Kitt Peak        | Spacewatch          | —         | MPC                           |
| 411874     | 2012 EW2   | 19 abr 2004 | Kitt Peak        | Spacewatch          | —         | MPC                           |
| 411875     | 2012 EW4   | 25 jan 2010 | WISE             | WISE                | —         | MPC                           |
| 411876     | 2012 EE7   | 18 nov 2006 | Mount Lemmon     | Mount Lemmon Survey | —         | MPC                           |
| 411877     | 2012 FQ    | 26 mar 2008 | Kitt Peak        | Spacewatch          | —         | MPC                           |
| 411878     | 2012 FN5   | 14 nov 2010 | Mount Lemmon     | Mount Lemmon Survey | —         | MPC                           |
| 411879     | 2012 FP8   | 4 mar 2012  | Mount Lemmon     | Mount Lemmon Survey | —         | MPC                           |
| 411880     | 2012 FS10  | 9 mar 2008  | Kitt Peak        | Spacewatch          | —         | MPC                           |
| 411881     | 2012 FO11  | 17 out 2010 | Catalina         | CSS                 | —         | MPC                           |
| 411882     | 2012 FQ15  | 10 out 2010 | Mount Lemmon     | Mount Lemmon Survey | —         | MPC                           |
| 411883     | 2012 FT25  | 29 dez 2005 | Kitt Peak        | Spacewatch          | —         | MPC                           |
| 411884     | 2012 FX25  | 14 mar 2007 | Kitt Peak        | Spacewatch          | —         | MPC                           |
| 411885     | 2012 FQ26  | 23 out 1995 | Kitt Peak        | Spacewatch          | —         | MPC                           |
| 411886     | 2012 FF28  | 30 out 2005 | Mount Lemmon     | Mount Lemmon Survey | —         | MPC                           |
| 411887     | 2012 FA29  | 30 set 2005 | Mount Lemmon     | Mount Lemmon Survey | —         | MPC                           |
| 411888     | 2012 FK32  | 7 fev 2006  | Mount Lemmon     | Mount Lemmon Survey | —         | MPC                           |
| 411889     | 2012 FE33  | 19 set 2003 | Kitt Peak        | Spacewatch          | —         | MPC                           |
| 411890     | 2012 FJ35  | 8 out 2005  | Kitt Peak        | Spacewatch          | —         | MPC                           |
| 411891     | 2012 FK36  | 15 mar 2007 | Mount Lemmon     | Mount Lemmon Survey | —         | MPC                           |
| 411892     | 2012 FT36  | 27 set 2009 | Kitt Peak        | Spacewatch          | —         | MPC                           |
| 411893     | 2012 FD39  | 20 dez 2006 | Mount Lemmon     | Mount Lemmon Survey | —         | MPC                           |
| 411894     | 2012 FC40  | 19 ago 2003 | Campo Imperatore | CINEOS              | Brangane  | MPC                           |
| 411895     | 2012 FH40  | 9 out 2004  | Kitt Peak        | Spacewatch          | —         | MPC                           |
| 411896     | 2012 FQ40  | 2 mai 2008  | Mount Lemmon     | Mount Lemmon Survey | —         | MPC                           |
| 411897     | 2012 FV40  | 22 abr 2007 | Mount Lemmon     | Mount Lemmon Survey | —         | MPC                           |
| 411898     | 2012 FN41  | 30 set 2005 | Mount Lemmon     | Mount Lemmon Survey | —         | MPC                           |
| 411899     | 2012 FF42  | 10 out 2004 | Kitt Peak        | Spacewatch          | —         | MPC                           |
| 411900     | 2012 FK46  | 14 abr 2008 | Kitt Peak        | Spacewatch          | —         | MPC                           |

## 411901–412000
| Designação | Designação | Descoberta  | Descoberta       | Descobridor(es)     | Categoria | Mais informações / Referência |
| Permanente | Provisória | Data        | Local            | Descobridor(es)     | Categoria | Mais informações / Referência |
| ---------- | ---------- | ----------- | ---------------- | ------------------- | --------- | ----------------------------- |
| 411901     | 2012 FF47  | 27 out 2005 | Mount Lemmon     | Mount Lemmon Survey | —         | MPC                           |
| 411902     | 2012 FA54  | 17 mar 1996 | Kitt Peak        | Spacewatch          | —         | MPC                           |
| 411903     | 2012 FJ54  | 1 set 2005  | Kitt Peak        | Spacewatch          | —         | MPC                           |
| 411904     | 2012 FU56  | 12 out 1993 | Kitt Peak        | Spacewatch          | Brangane  | MPC                           |
| 411905     | 2012 FQ59  | 7 out 2004  | Kitt Peak        | Spacewatch          | —         | MPC                           |
| 411906     | 2012 FU59  | 21 set 2003 | Kitt Peak        | Spacewatch          | Eunomia   | MPC                           |
| 411907     | 2012 FP61  | 17 set 2009 | Mount Lemmon     | Mount Lemmon Survey | —         | MPC                           |
| 411908     | 2012 FY62  | 26 fev 2007 | Mount Lemmon     | Mount Lemmon Survey | —         | MPC                           |
| 411909     | 2012 FK63  | 13 mai 1997 | Kitt Peak        | Spacewatch          | —         | MPC                           |
| 411910     | 2012 FN63  | 15 mar 2007 | Kitt Peak        | Spacewatch          | Eos       | MPC                           |
| 411911     | 2012 FO65  | 12 abr 1999 | Kitt Peak        | Spacewatch          | —         | MPC                           |
| 411912     | 2012 FS66  | 13 nov 2010 | Mount Lemmon     | Mount Lemmon Survey | —         | MPC                           |
| 411913     | 2012 FZ66  | 9 mar 2007  | Kitt Peak        | Spacewatch          | —         | MPC                           |
| 411914     | 2012 FD67  | 2 abr 1995  | Kitt Peak        | Spacewatch          | —         | MPC                           |
| 411915     | 2012 FS68  | 15 dez 2010 | Mount Lemmon     | Mount Lemmon Survey | —         | MPC                           |
| 411916     | 2012 FT68  | 16 set 2003 | Kitt Peak        | Spacewatch          | —         | MPC                           |
| 411917     | 2012 FZ68  | 1 dez 2005  | Kitt Peak        | Spacewatch          | —         | MPC                           |
| 411918     | 2012 FK69  | 11 nov 2001 | Socorro          | LINEAR              | —         | MPC                           |
| 411919     | 2012 FF70  | 16 jan 2011 | Mount Lemmon     | Mount Lemmon Survey | —         | MPC                           |
| 411920     | 2012 FG70  | 23 ago 1998 | Kitt Peak        | Spacewatch          | Brangane  | MPC                           |
| 411921     | 2012 FR73  | 20 set 2009 | Mount Lemmon     | Mount Lemmon Survey | —         | MPC                           |
| 411922     | 2012 FR74  | 23 ago 2001 | Anderson Mesa    | LONEOS              | —         | MPC                           |
| 411923     | 2012 FZ75  | 2 fev 2006  | Kitt Peak        | Spacewatch          | —         | MPC                           |
| 411924     | 2012 FD82  | 6 nov 2005  | Mount Lemmon     | Mount Lemmon Survey | —         | MPC                           |
| 411925     | 2012 FE82  | 23 abr 2007 | Kitt Peak        | Spacewatch          | —         | MPC                           |
| 411926     | 2012 FN83  | 11 nov 2004 | Kitt Peak        | Spacewatch          | —         | MPC                           |
| 411927     | 2012 GB1   | 12 out 1998 | Kitt Peak        | Spacewatch          | —         | MPC                           |
| 411928     | 2012 GP2   | 10 nov 2009 | Mount Lemmon     | Mount Lemmon Survey | —         | MPC                           |
| 411929     | 2012 GX2   | 9 nov 1993  | Kitt Peak        | Spacewatch          | —         | MPC                           |
| 411930     | 2012 GX3   | 16 mar 2012 | Kitt Peak        | Spacewatch          | —         | MPC                           |
| 411931     | 2012 GS7   | 23 jan 2006 | Catalina         | CSS                 | —         | MPC                           |
| 411932     | 2012 GQ8   | 1 out 2005  | Mount Lemmon     | Mount Lemmon Survey | —         | MPC                           |
| 411933     | 2012 GL9   | 26 set 2005 | Kitt Peak        | Spacewatch          | —         | MPC                           |
| 411934     | 2012 GB10  | 18 abr 2007 | Kitt Peak        | Spacewatch          | Brangane  | MPC                           |
| 411935     | 2012 GO10  | 29 set 2008 | Kitt Peak        | Spacewatch          | —         | MPC                           |
| 411936     | 2012 GY12  | 19 mar 2001 | Anderson Mesa    | LONEOS              | —         | MPC                           |
| 411937     | 2012 GH19  | 2 out 2003  | Kitt Peak        | Spacewatch          | —         | MPC                           |
| 411938     | 2012 GY19  | 25 abr 2007 | Kitt Peak        | Spacewatch          | Brangane  | MPC                           |
| 411939     | 2012 GV21  | 22 nov 2006 | Mount Lemmon     | Mount Lemmon Survey | —         | MPC                           |
| 411940     | 2012 GA22  | 23 out 2009 | Mount Lemmon     | Mount Lemmon Survey | —         | MPC                           |
| 411941     | 2012 GY23  | 22 fev 2006 | Anderson Mesa    | LONEOS              | —         | MPC                           |
| 411942     | 2012 GD24  | 8 dez 2010  | Kitt Peak        | Spacewatch          | Ursula    | MPC                           |
| 411943     | 2012 GZ25  | 26 fev 2012 | Kitt Peak        | Spacewatch          | —         | MPC                           |
| 411944     | 2012 GY29  | 24 out 2003 | Kitt Peak        | Spacewatch          | —         | MPC                           |
| 411945     | 2012 GS30  | 10 fev 2007 | Catalina         | CSS                 | —         | MPC                           |
| 411946     | 2012 GB36  | 22 out 2003 | Kitt Peak        | Spacewatch          | Brangane  | MPC                           |
| 411947     | 2012 GE37  | 17 nov 2004 | Campo Imperatore | CINEOS              | —         | MPC                           |
| 411948     | 2012 GR37  | 20 nov 2009 | Kitt Peak        | Spacewatch          | —         | MPC                           |
| 411949     | 2012 HB6   | 24 fev 2006 | Catalina         | CSS                 | —         | MPC                           |
| 411950     | 2012 HY14  | 1 fev 2006  | Kitt Peak        | Spacewatch          | Brangane  | MPC                           |
| 411951     | 2012 HE15  | 25 abr 2007 | Kitt Peak        | Spacewatch          | —         | MPC                           |
| 411952     | 2012 HX16  | 6 set 2008  | Catalina         | CSS                 | —         | MPC                           |
| 411953     | 2012 HJ18  | 16 jan 2007 | Catalina         | CSS                 | Phocaea   | MPC                           |
| 411954     | 2012 HS19  | 31 mar 2003 | Anderson Mesa    | LONEOS              | —         | MPC                           |
| 411955     | 2012 HS21  | 25 mai 2006 | Mount Lemmon     | Mount Lemmon Survey | —         | MPC                           |
| 411956     | 2012 HG28  | 8 jan 2010  | Mount Lemmon     | Mount Lemmon Survey | —         | MPC                           |
| 411957     | 2012 HS30  | 10 dez 2004 | Kitt Peak        | Spacewatch          | Brangane  | MPC                           |
| 411958     | 2012 HH34  | 22 nov 2009 | Catalina         | CSS                 | —         | MPC                           |
| 411959     | 2012 HS36  | 27 nov 2009 | Mount Lemmon     | Mount Lemmon Survey | —         | MPC                           |
| 411960     | 2012 HZ37  | 11 dez 2004 | Kitt Peak        | Spacewatch          | —         | MPC                           |
| 411961     | 2012 HM38  | 16 set 2009 | Kitt Peak        | Spacewatch          | —         | MPC                           |
| 411962     | 2012 HD42  | 17 set 2009 | Mount Lemmon     | Mount Lemmon Survey | —         | MPC                           |
| 411963     | 2012 HC44  | 21 set 2008 | Mount Lemmon     | Mount Lemmon Survey | —         | MPC                           |
| 411964     | 2012 HB45  | 5 set 2008  | Kitt Peak        | Spacewatch          | —         | MPC                           |
| 411965     | 2012 HJ46  | 9 nov 2004  | Catalina         | CSS                 | —         | MPC                           |
| 411966     | 2012 HO46  | 25 nov 2009 | Mount Lemmon     | Mount Lemmon Survey | —         | MPC                           |
| 411967     | 2012 HW47  | 28 set 2008 | Catalina         | CSS                 | —         | MPC                           |
| 411968     | 2012 HH49  | 22 abr 2012 | Kitt Peak        | Spacewatch          | Brangane  | MPC                           |
| 411969     | 2012 HV50  | 17 nov 2009 | Catalina         | CSS                 | —         | MPC                           |
| 411970     | 2012 HE52  | 18 mar 2007 | Kitt Peak        | Spacewatch          | —         | MPC                           |
| 411971     | 2012 HZ53  | 10 set 2004 | Kitt Peak        | Spacewatch          | —         | MPC                           |
| 411972     | 2012 HU56  | 25 fev 2006 | Kitt Peak        | Spacewatch          | —         | MPC                           |
| 411973     | 2012 HU58  | 10 mai 2007 | Mount Lemmon     | Mount Lemmon Survey | —         | MPC                           |
| 411974     | 2012 HY58  | 13 jan 2010 | Mount Lemmon     | Mount Lemmon Survey | —         | MPC                           |
| 411975     | 2012 HV59  | 23 out 2009 | Mount Lemmon     | Mount Lemmon Survey | —         | MPC                           |
| 411976     | 2012 HF64  | 27 out 2003 | Kitt Peak        | Spacewatch          | Brangane  | MPC                           |
| 411977     | 2012 HT65  | 13 out 2010 | Kitt Peak        | Spacewatch          | —         | MPC                           |
| 411978     | 2012 HN66  | 1 fev 2010  | WISE             | WISE                | —         | MPC                           |
| 411979     | 2012 HV69  | 8 mar 2003  | Anderson Mesa    | LONEOS              | —         | MPC                           |
| 411980     | 2012 HK74  | 17 mai 2002 | Kitt Peak        | Spacewatch          | —         | MPC                           |
| 411981     | 2012 HJ78  | 9 abr 2006  | Mount Lemmon     | Mount Lemmon Survey | —         | MPC                           |
| 411982     | 2012 JN2   | 6 nov 2005  | Mount Lemmon     | Mount Lemmon Survey | —         | MPC                           |
| 411983     | 2012 JD3   | 5 nov 2003  | Anderson Mesa    | LONEOS              | —         | MPC                           |
| 411984     | 2012 JN8   | 29 out 2008 | Mount Lemmon     | Mount Lemmon Survey | —         | MPC                           |
| 411985     | 2012 JF16  | 11 mar 2010 | WISE             | WISE                | —         | MPC                           |
| 411986     | 2012 JY16  | 12 dez 2004 | Kitt Peak        | Spacewatch          | —         | MPC                           |
| 411987     | 2012 JG18  | 31 jan 2006 | Kitt Peak        | Spacewatch          | —         | MPC                           |
| 411988     | 2012 JJ23  | 19 abr 2006 | Kitt Peak        | Spacewatch          | —         | MPC                           |
| 411989     | 2012 JY23  | 11 dez 2004 | Kitt Peak        | Spacewatch          | —         | MPC                           |
| 411990     | 2012 JB27  | 24 dez 2006 | Mount Lemmon     | Mount Lemmon Survey | —         | MPC                           |
| 411991     | 2012 JY38  | 8 jun 2007  | Kitt Peak        | Spacewatch          | Brangane  | MPC                           |
| 411992     | 2012 JG40  | 21 fev 2007 | Catalina         | CSS                 | —         | MPC                           |
| 411993     | 2012 JQ40  | 1 out 2003  | Kitt Peak        | Spacewatch          | —         | MPC                           |
| 411994     | 2012 JX45  | 16 dez 2004 | Kitt Peak        | Spacewatch          | —         | MPC                           |
| 411995     | 2012 JF52  | 31 jan 2006 | Kitt Peak        | Spacewatch          | —         | MPC                           |
| 411996     | 2012 JW52  | 22 set 2009 | Mount Lemmon     | Mount Lemmon Survey | —         | MPC                           |
| 411997     | 2012 JH61  | 19 nov 2003 | Anderson Mesa    | LONEOS              | —         | MPC                           |
| 411998     | 2012 KA9   | 8 jan 2003  | Socorro          | LINEAR              | —         | MPC                           |
| 411999     | 2012 KE12  | 26 ago 2008 | Siding Spring    | SSS                 | —         | MPC                           |
| 412000     | 2012 KG16  | 1 out 2008  | Mount Lemmon     | Mount Lemmon Survey | —         | MPC                           |